# Biserica de lemn din Bârsău Mare

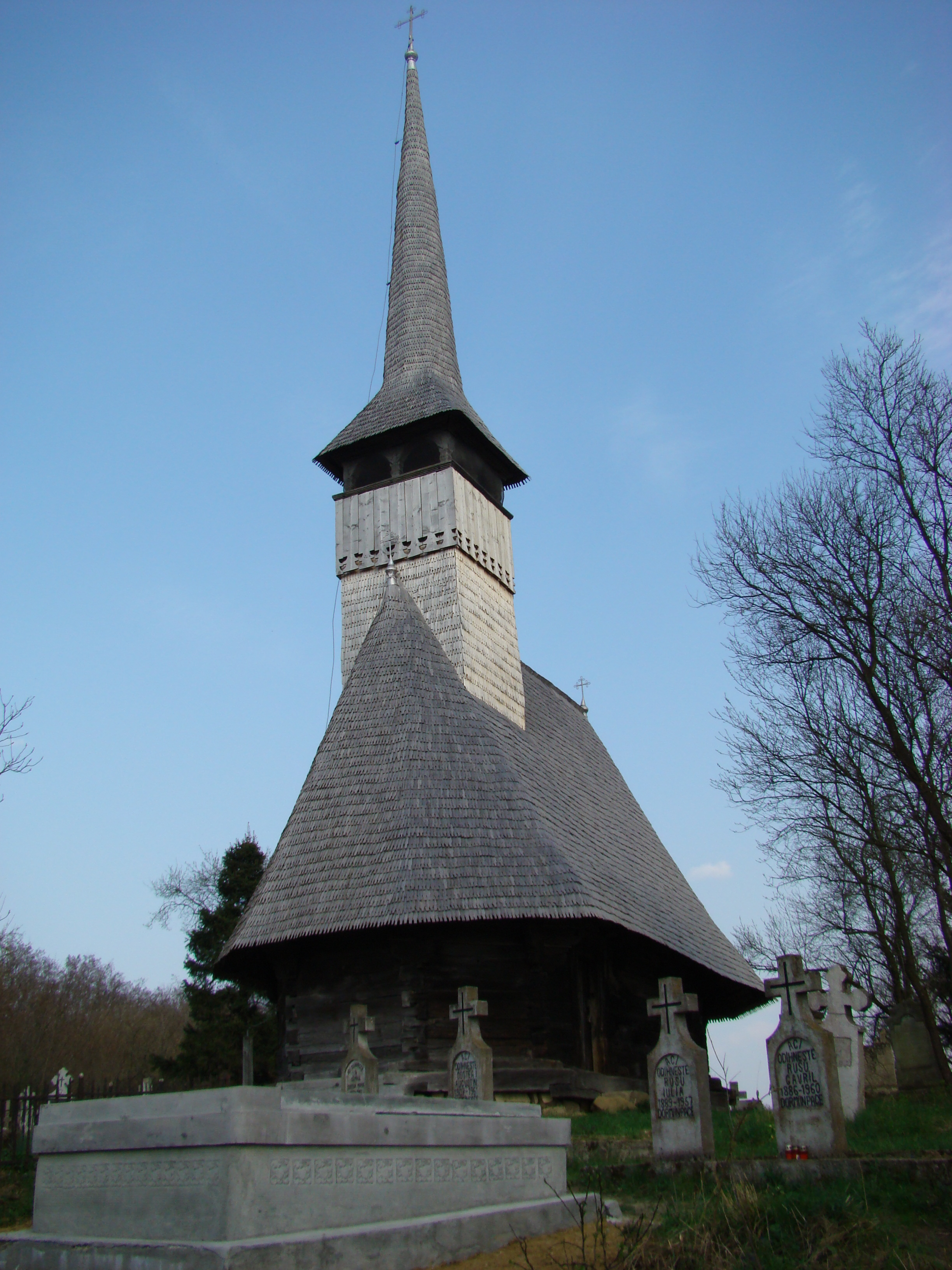
Biserica de lemn „Sf. Fecioară Maria" din Bârsău Mare, județul Sălaj, foto: aprilie 2009.

Biserica de lemn „Sf. Fecioară Maria" din Bârsău Mare se află în localitatea omonimă din județul Sălaj și a fost ridicată, conform tradiției, în anul 1690, în vechea vatră a satului. O inscripție din 1805 consemnează strămutarea ei pe locul actual. Biserica se află pe noua listă a monumentelor istorice sub codul LMI: SJ-II-m-A-05018.

## Istoric și trăsături
Biserica de lemn „Sf. Fecioară Maria" a fost înălțată în 1690, aproape de malul Someșului. A rezistat năvălirii turcești ce a pustiit satul Bârsău - Mare, străveche așezare atestată documentar la 1405. În 1805 biserica este mutată pe un deal aproape de noua vatră sătească.
Planul lăcașului este rezultatul îmbinării a două străvechi forme, pronaosul poligonal și absida decroșată pătrată. Biserica a fost construită pe o lungime de 11,50 m și o lățime de 4,36 m. Un înveliș unitar de șiță, cu pante mari îndulcite spre margini, acoperă lăcașul și turnul cu foișor, ocrotind și masivele perechi de console ale absidei. Diferența dintre dimensiunile pereților și cele ale pantelor abrupte ale acoperișului dau impresia, când te afli la poalele dealului pe care este așezată biserica, că streșinile sale ating pământul. Pronaosul are tavanul drept, în timp ce naosul și altarul au câte o boltă semicilindrică, cea din altar închizându-se spre răsărit cu un timpan înclinat spre perete. Pe latura de sud este o bârnă de odihnă ce înlocuiește prispa, iar intrarea are un ancadrament sculptat cu romburi și o rețea de dreptunghiuri. Peretele despărțitor dintre naos și altar are deasupra o grindă cu cioplituri semicirculare și „frânghie". Pe această bârnă se află și o inscripție care arată că biserica a fost pictată în zilele împăratului Iosif al II-lea și a episcopului neunit Gherasim Adamovici de zugravul Ioan Pop din Unguraș (în prezent Românași). Biserica a fost restaurată în anii 1970-1973.

## Imagini

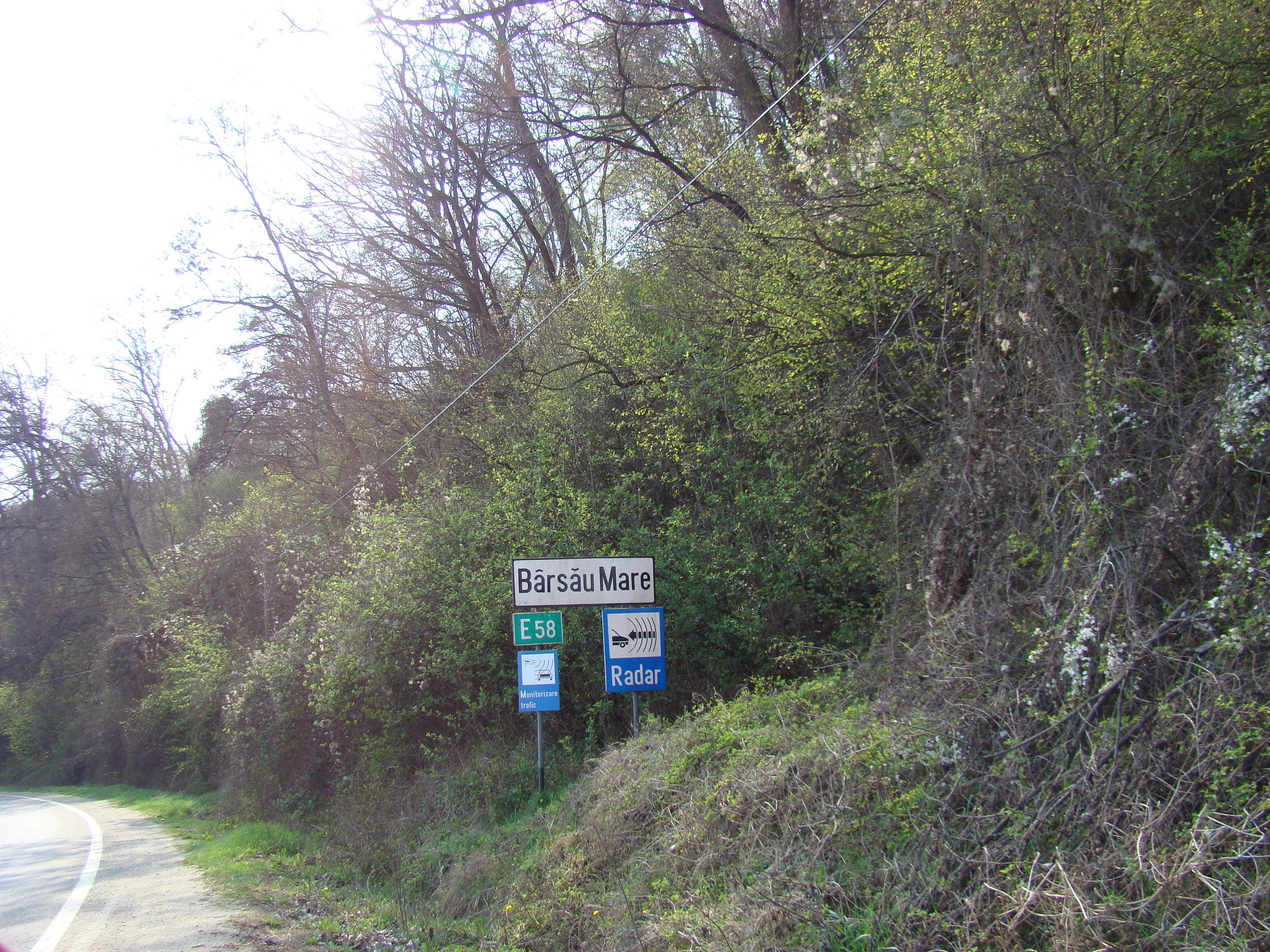
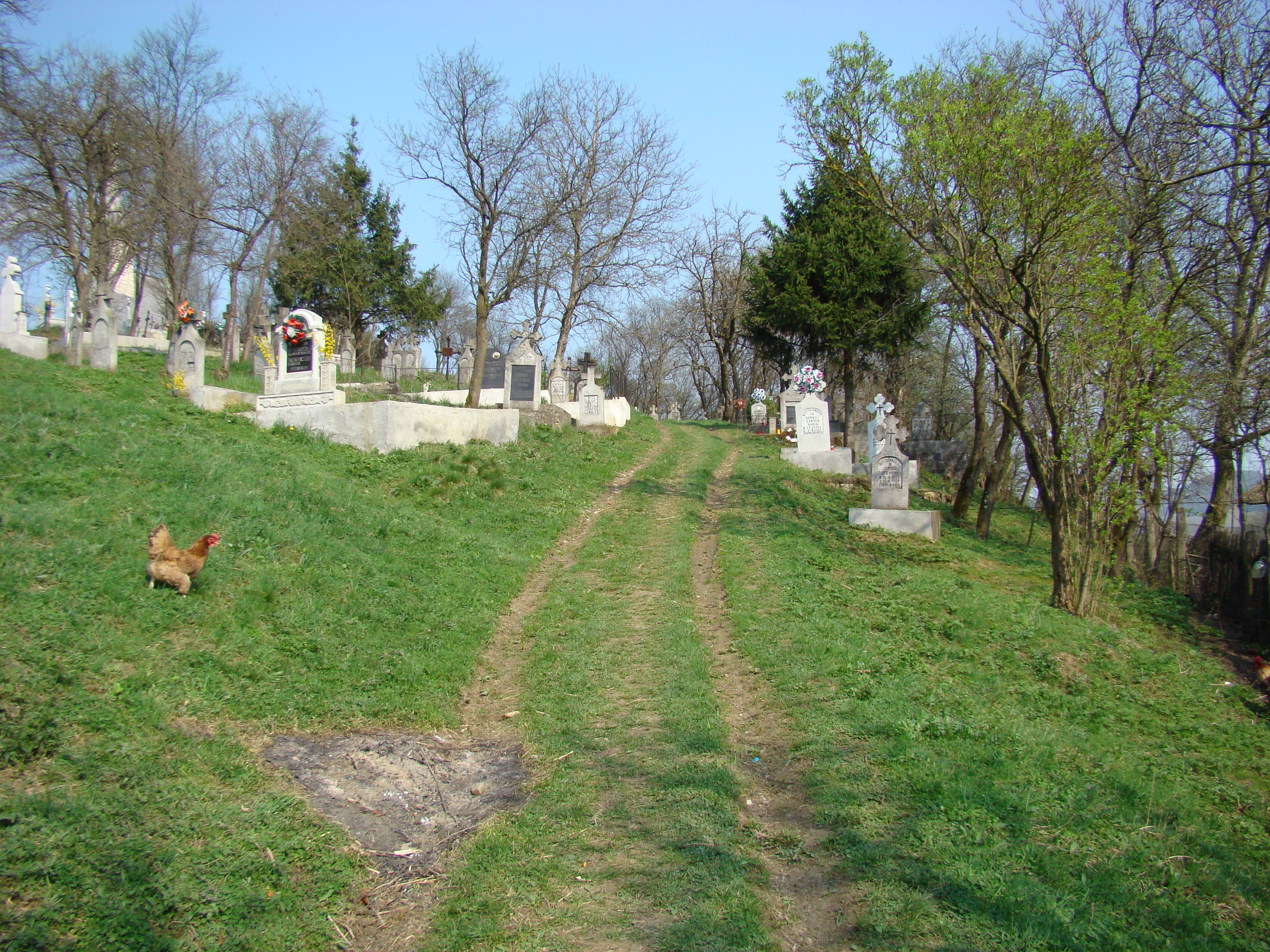
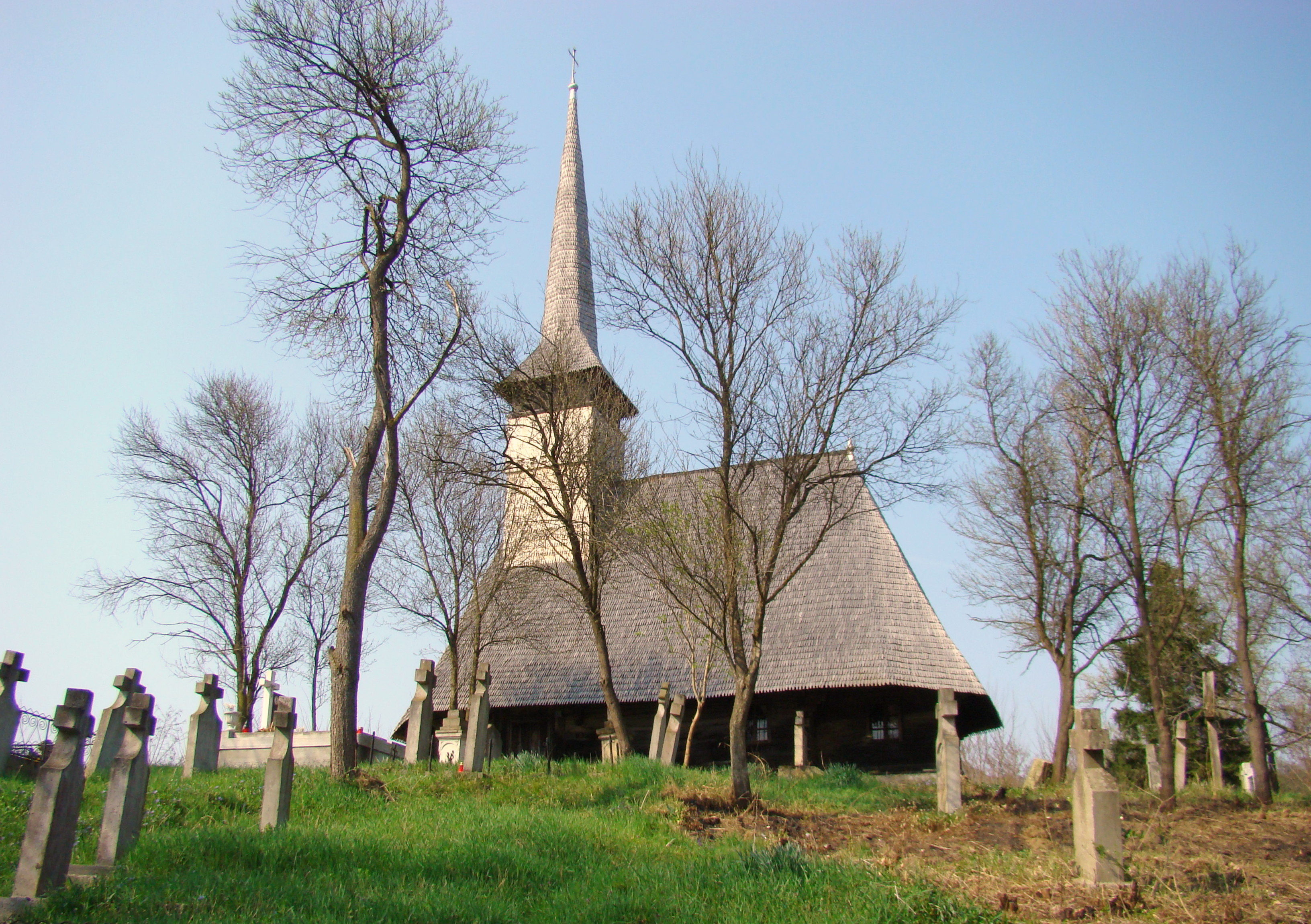
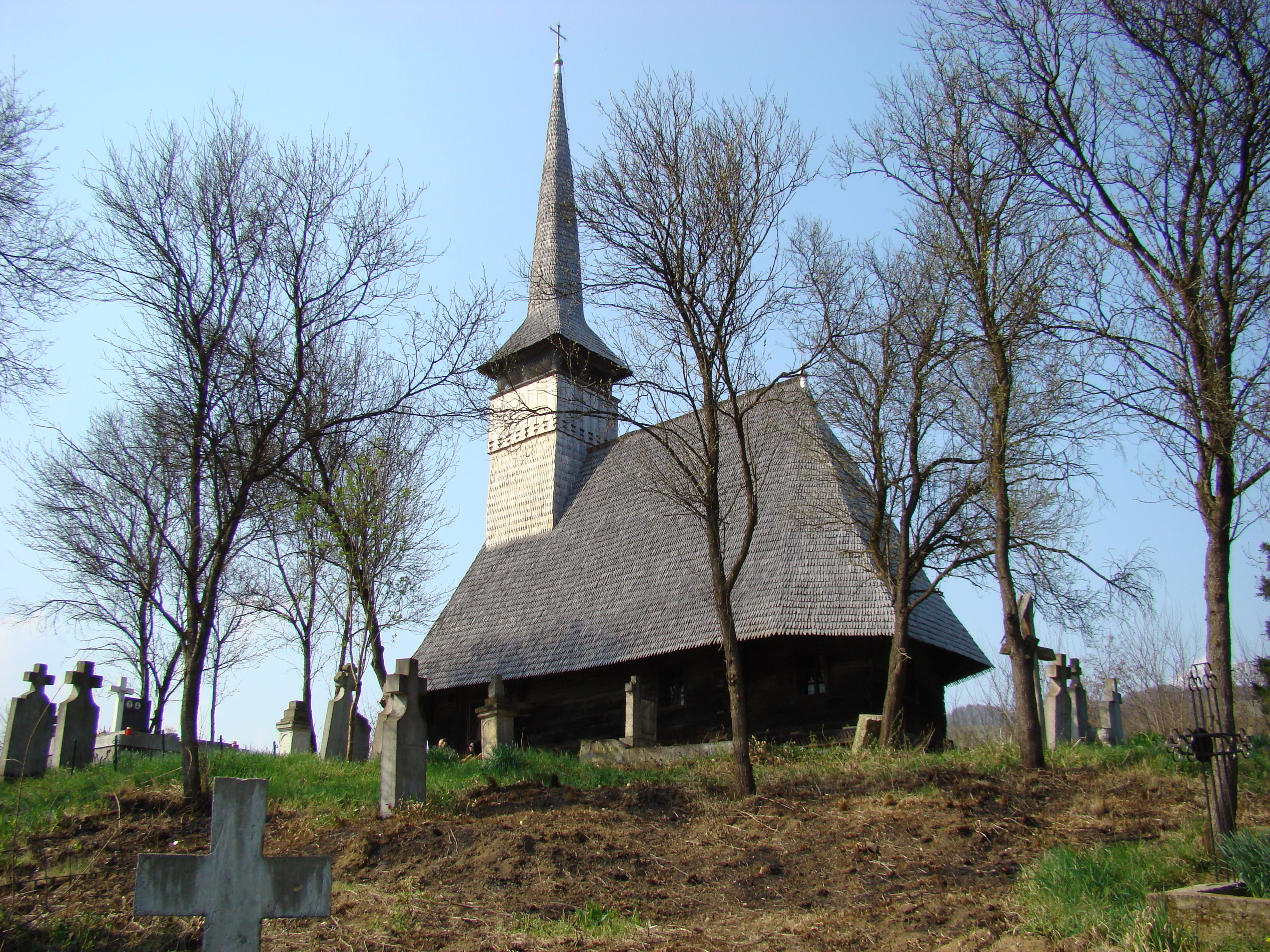
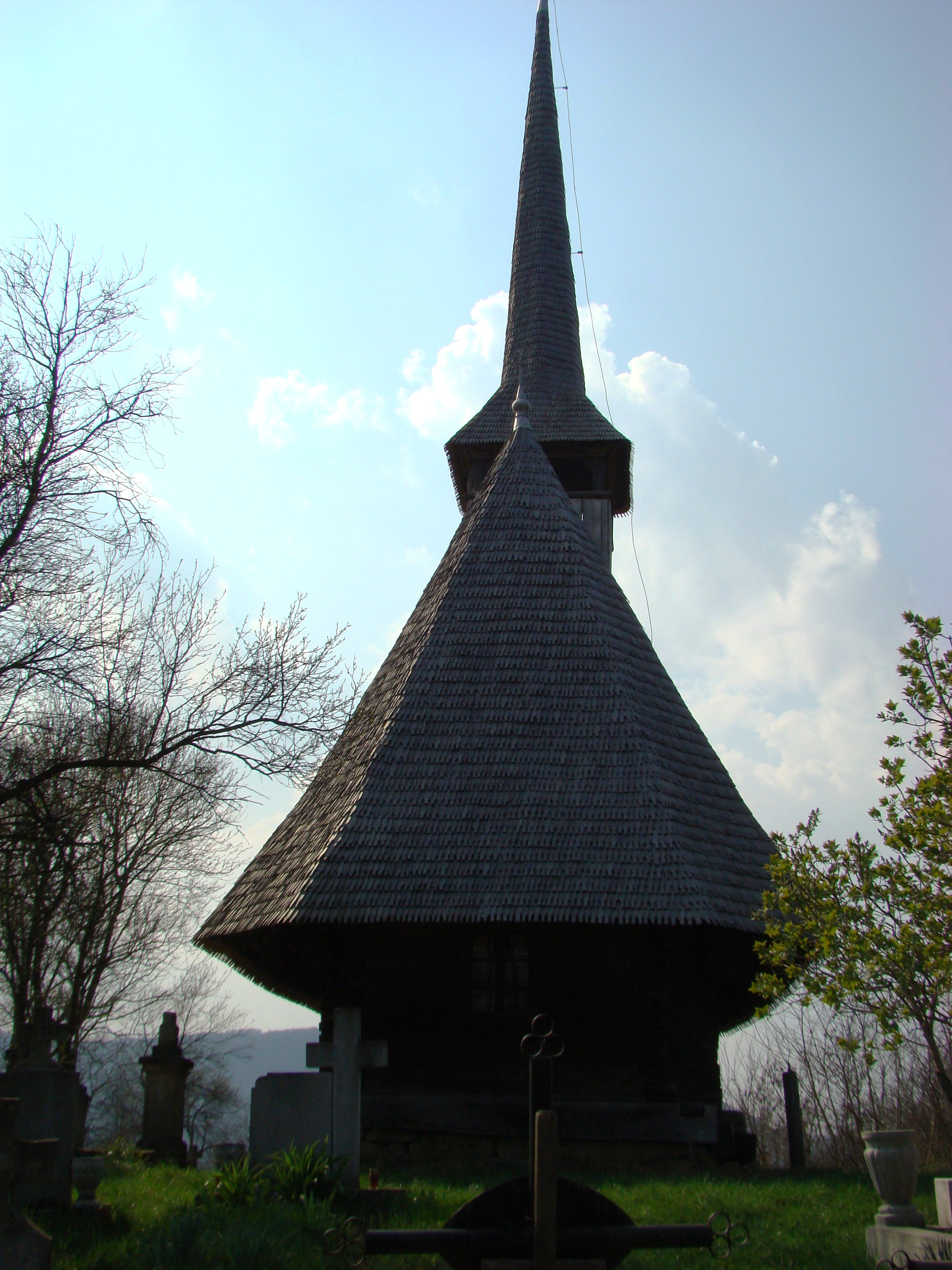
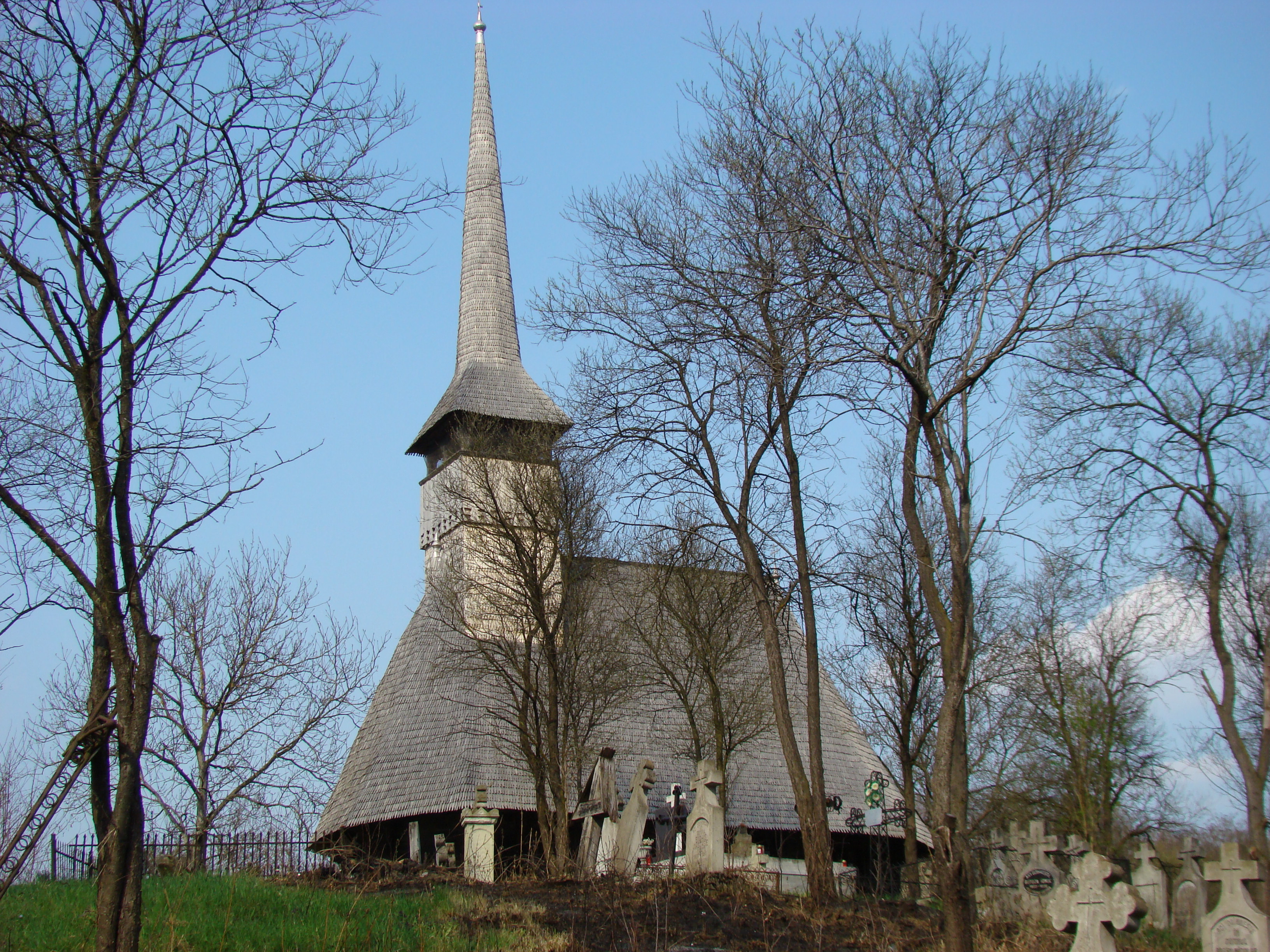
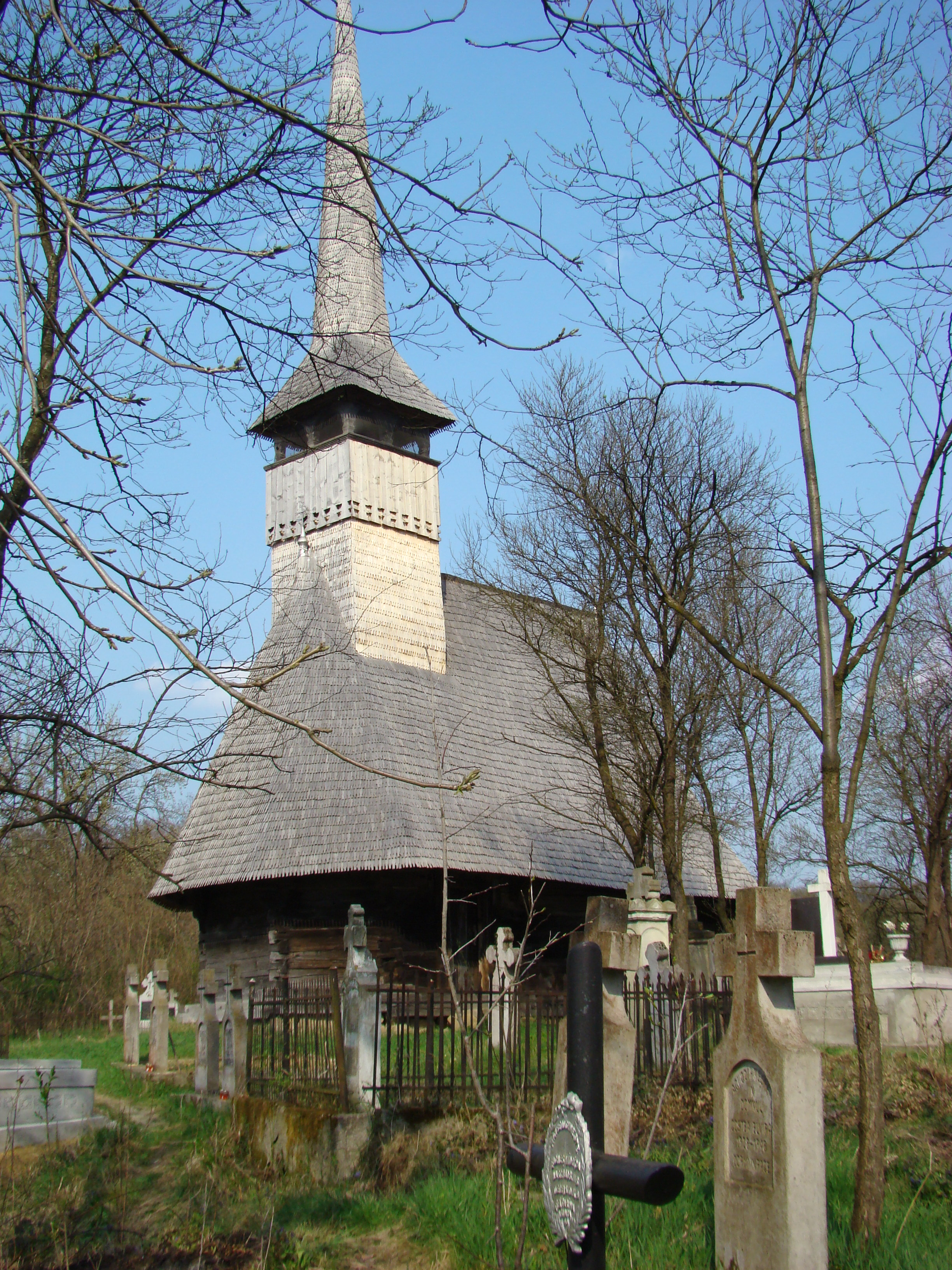
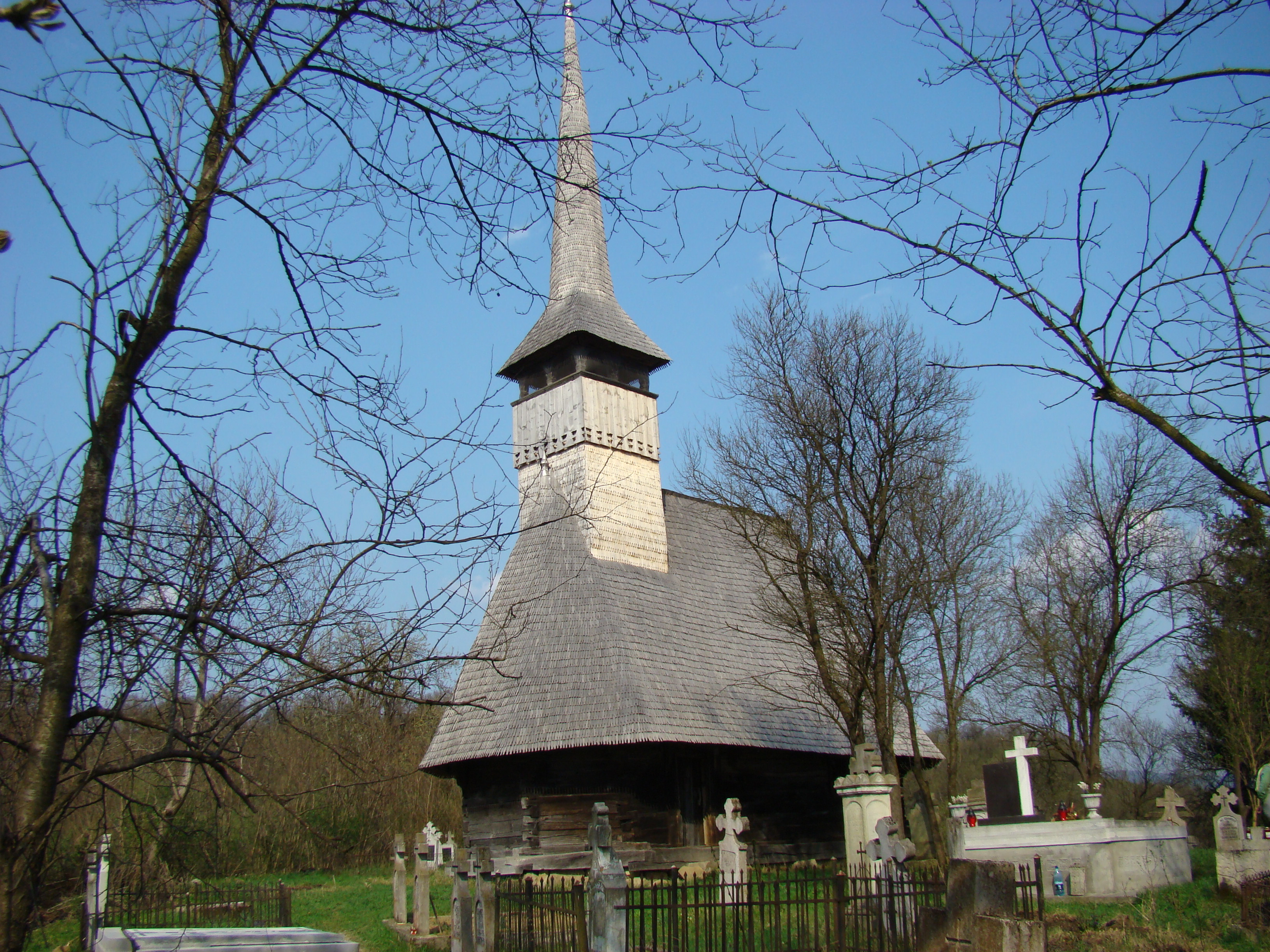
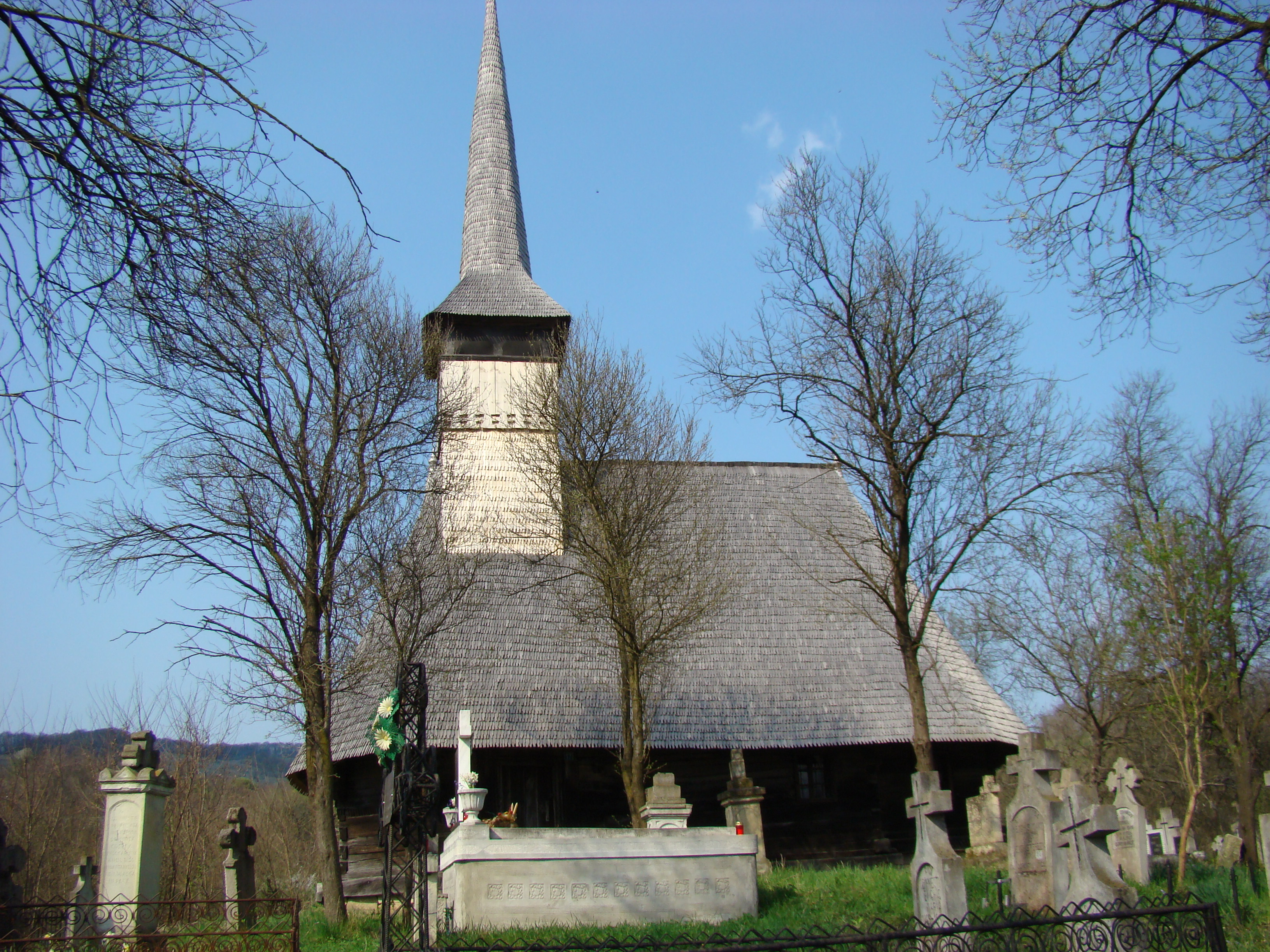
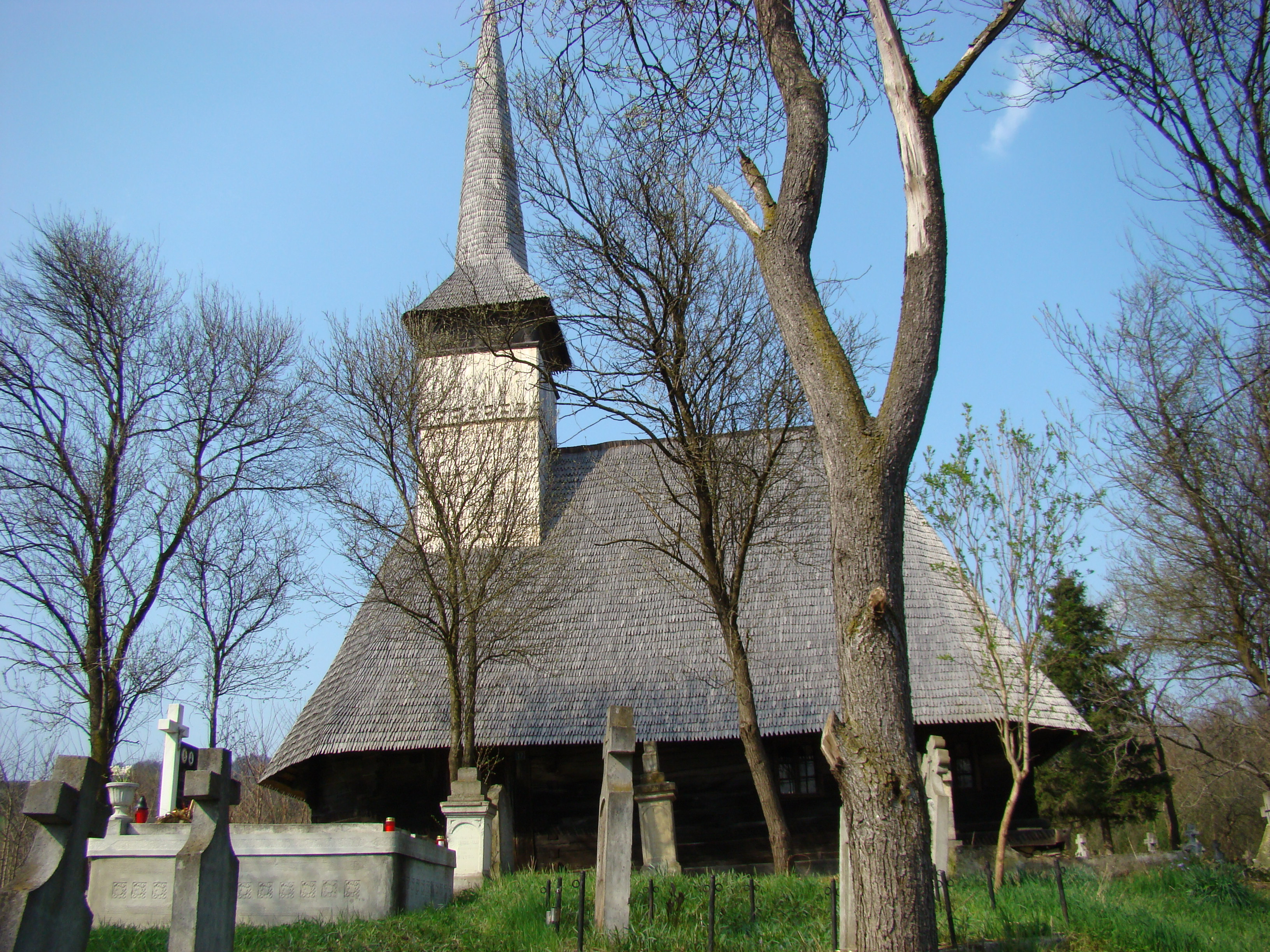
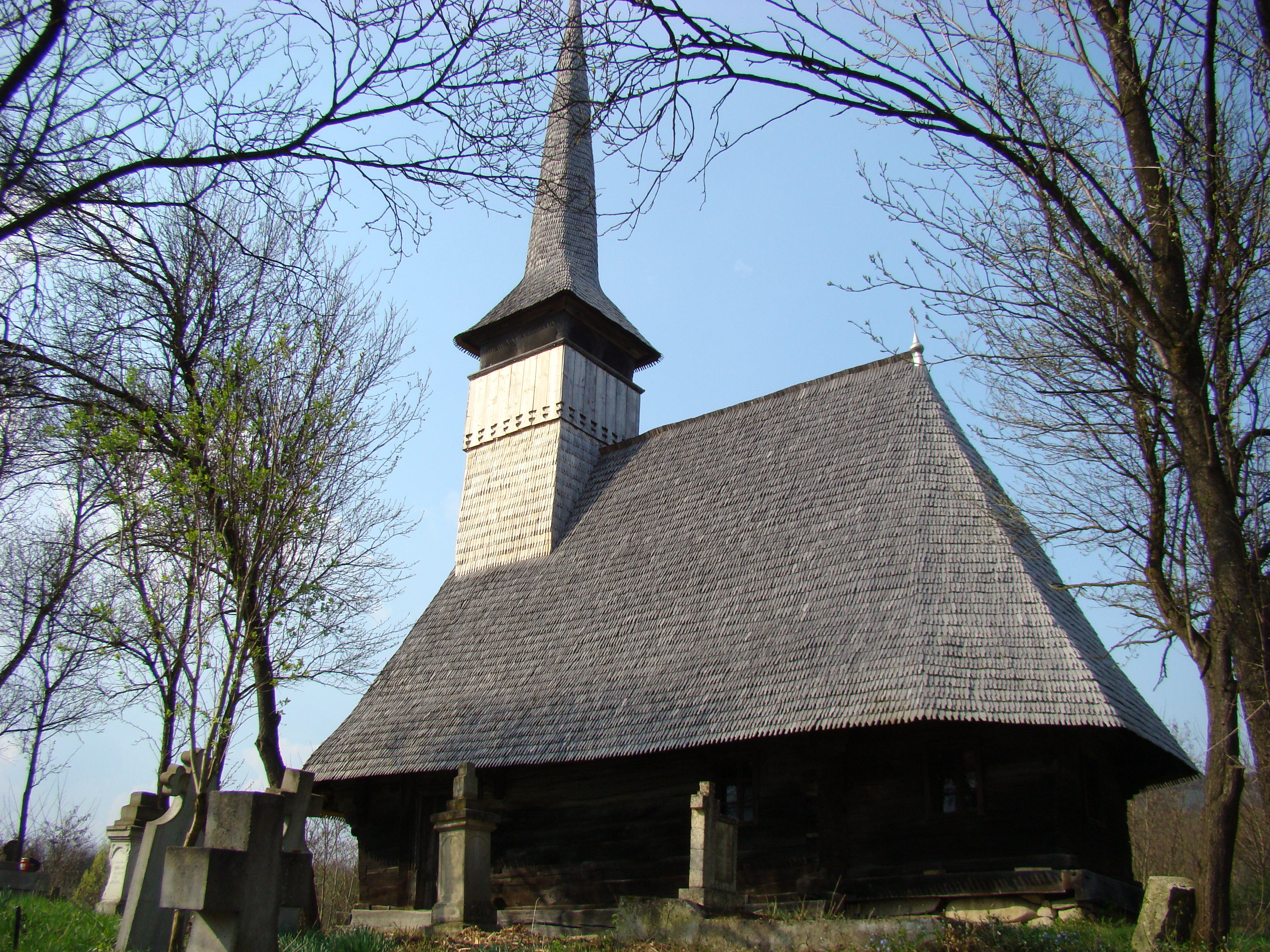
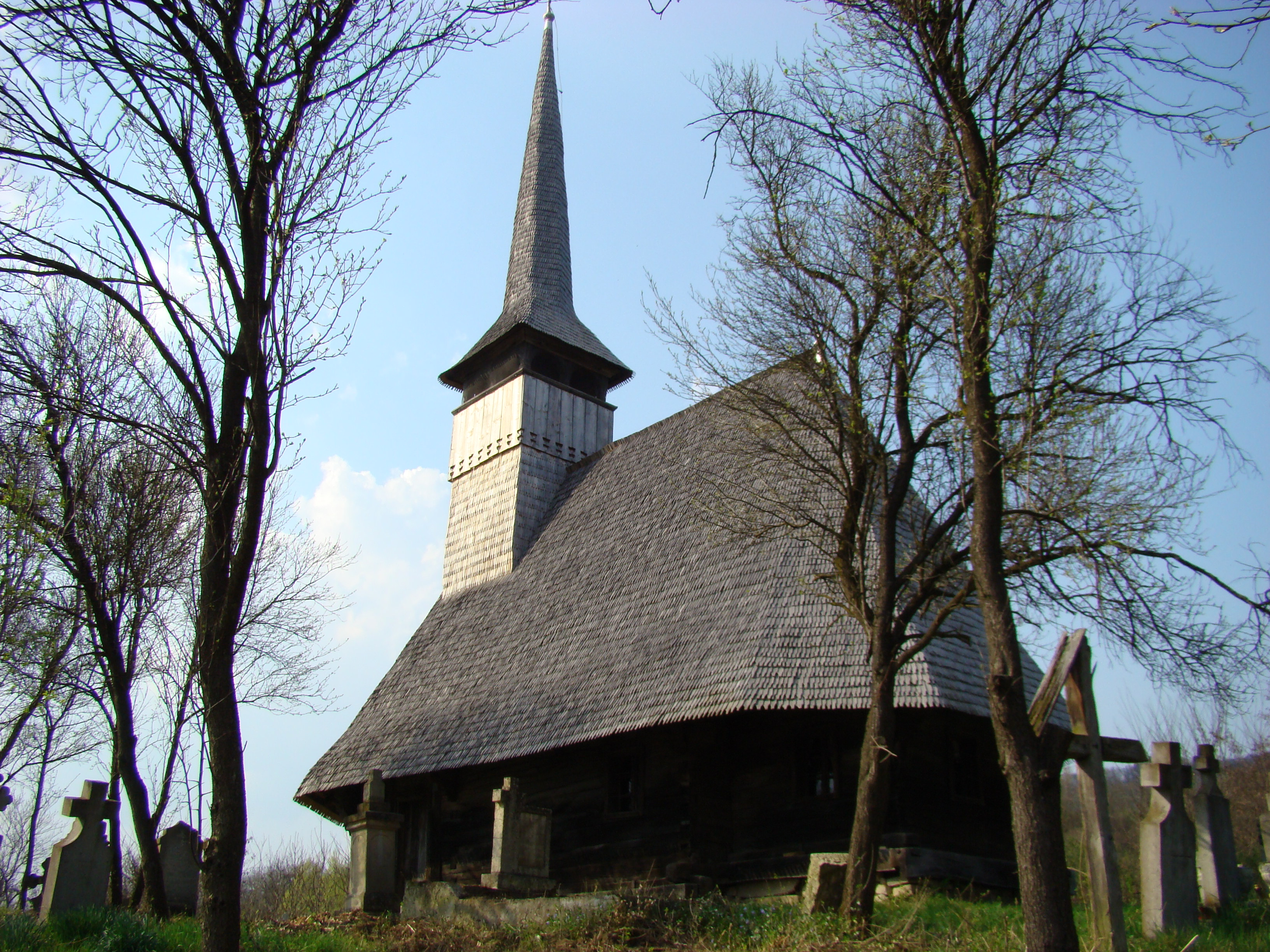
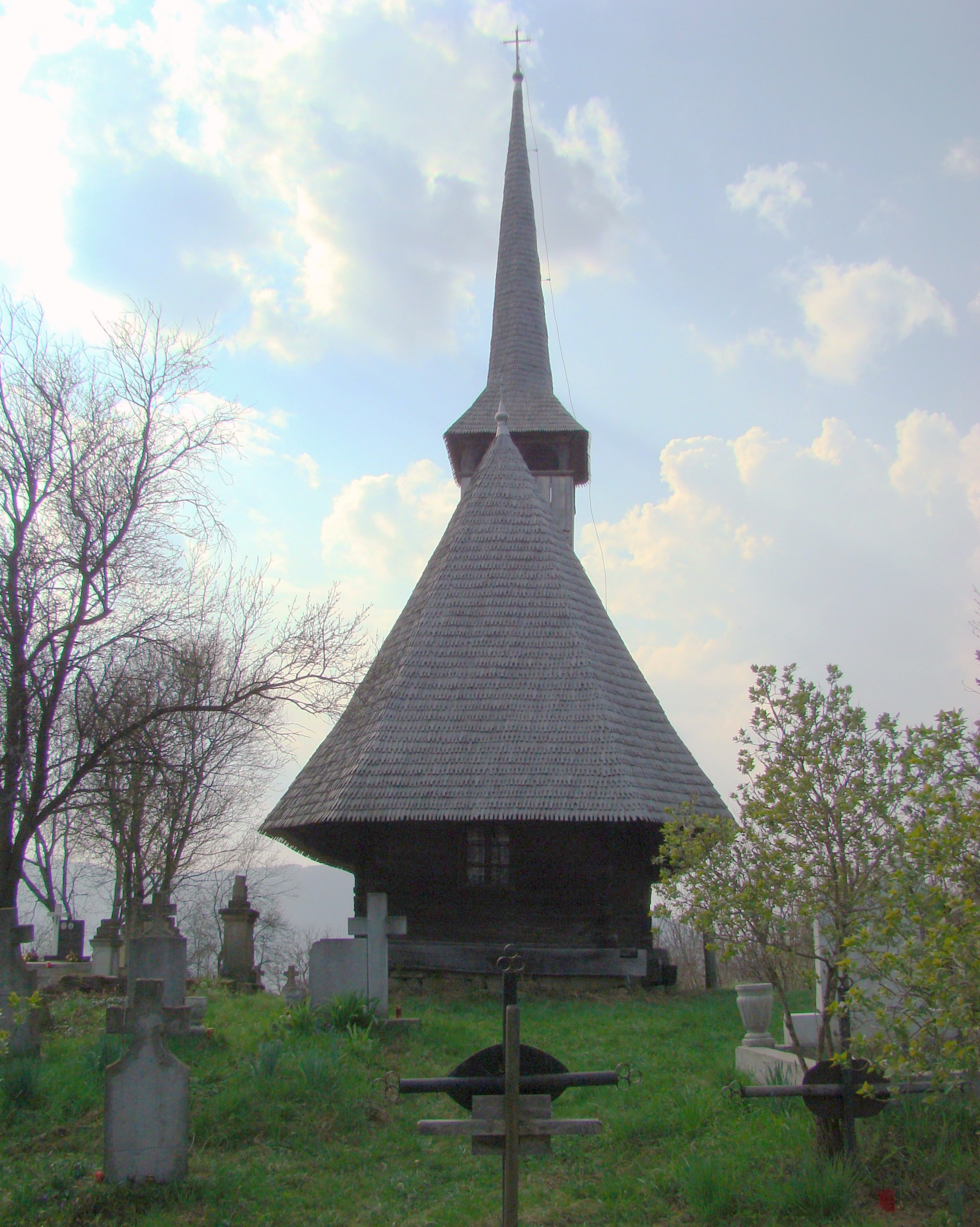
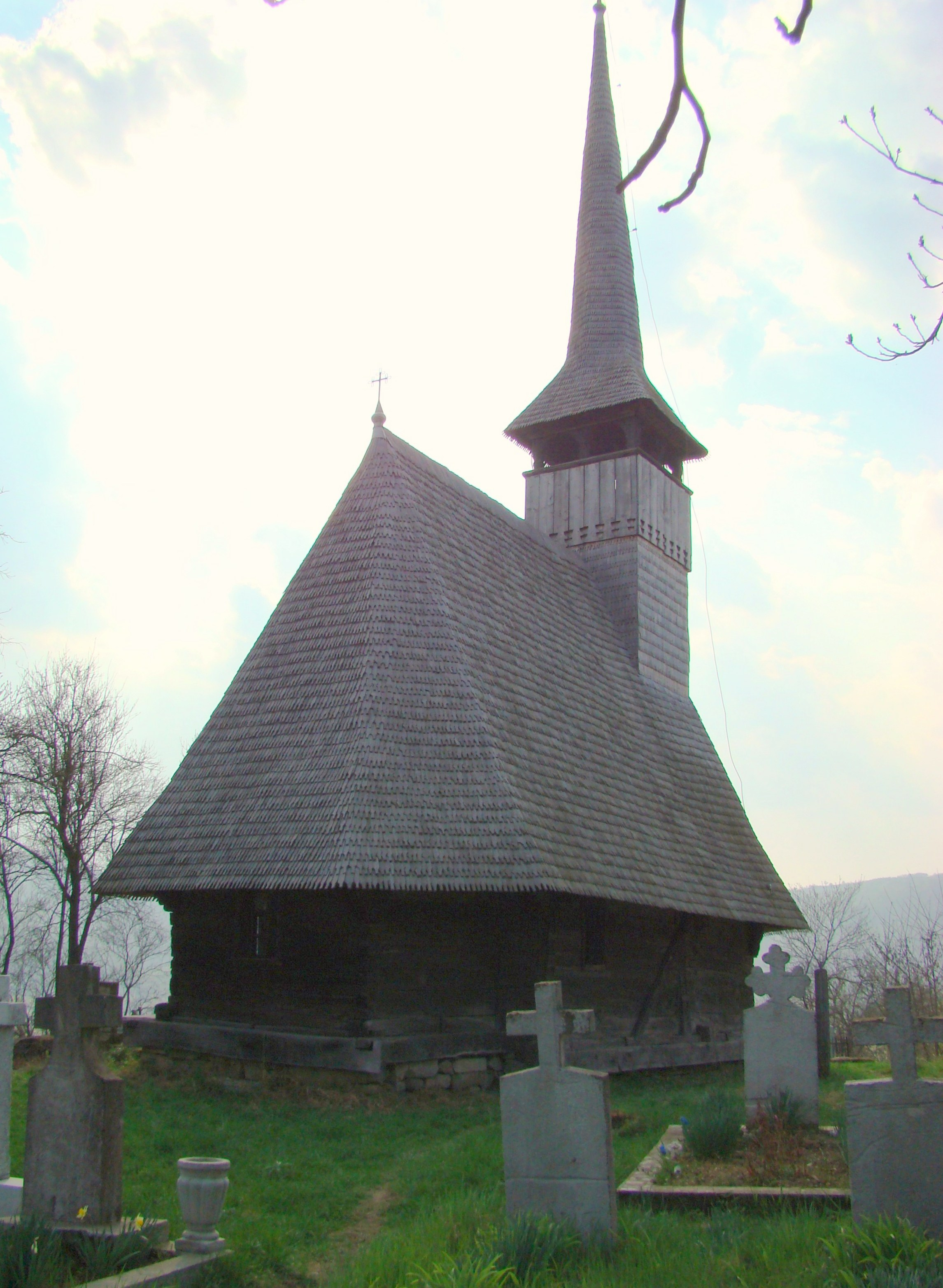
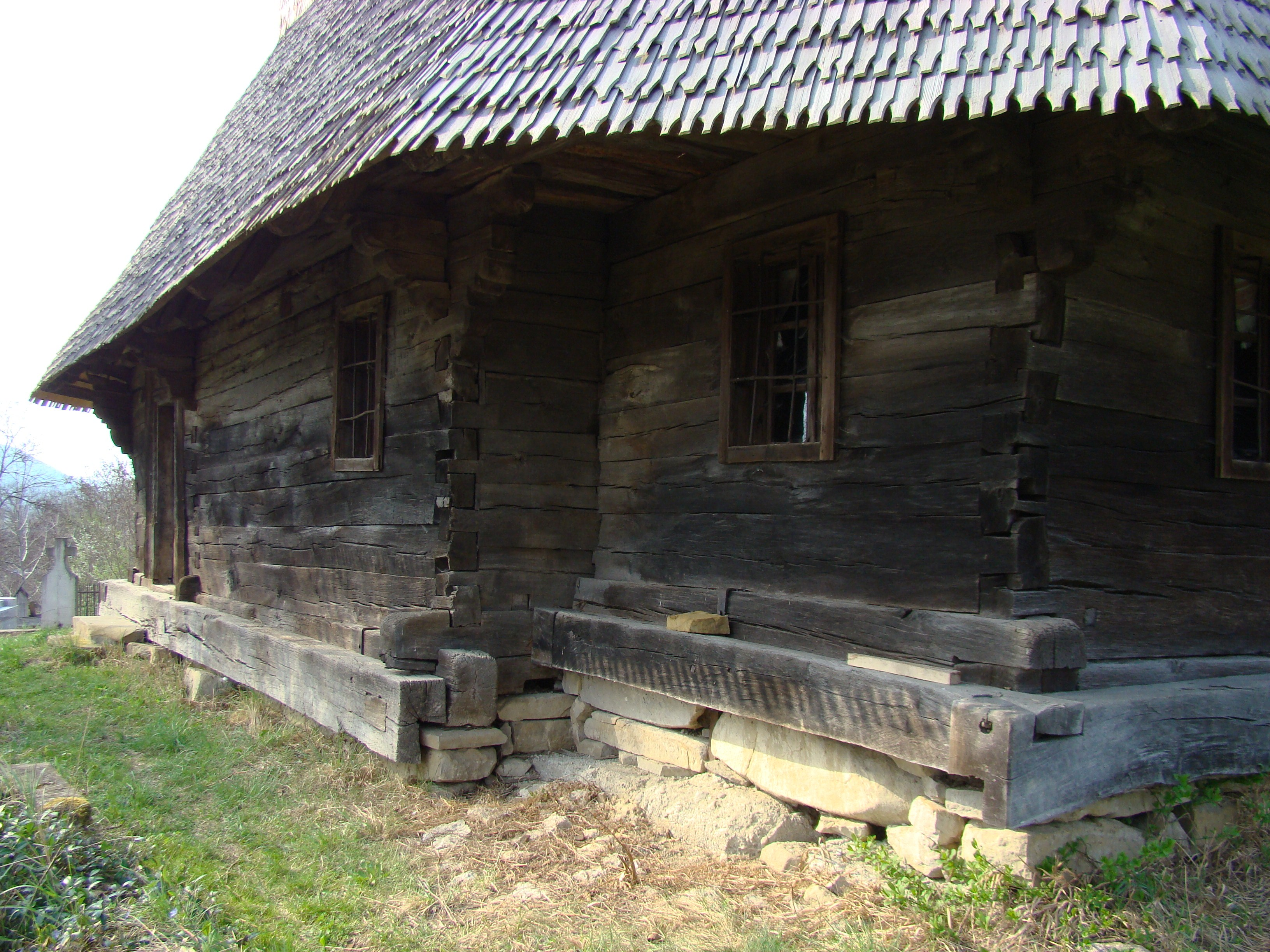
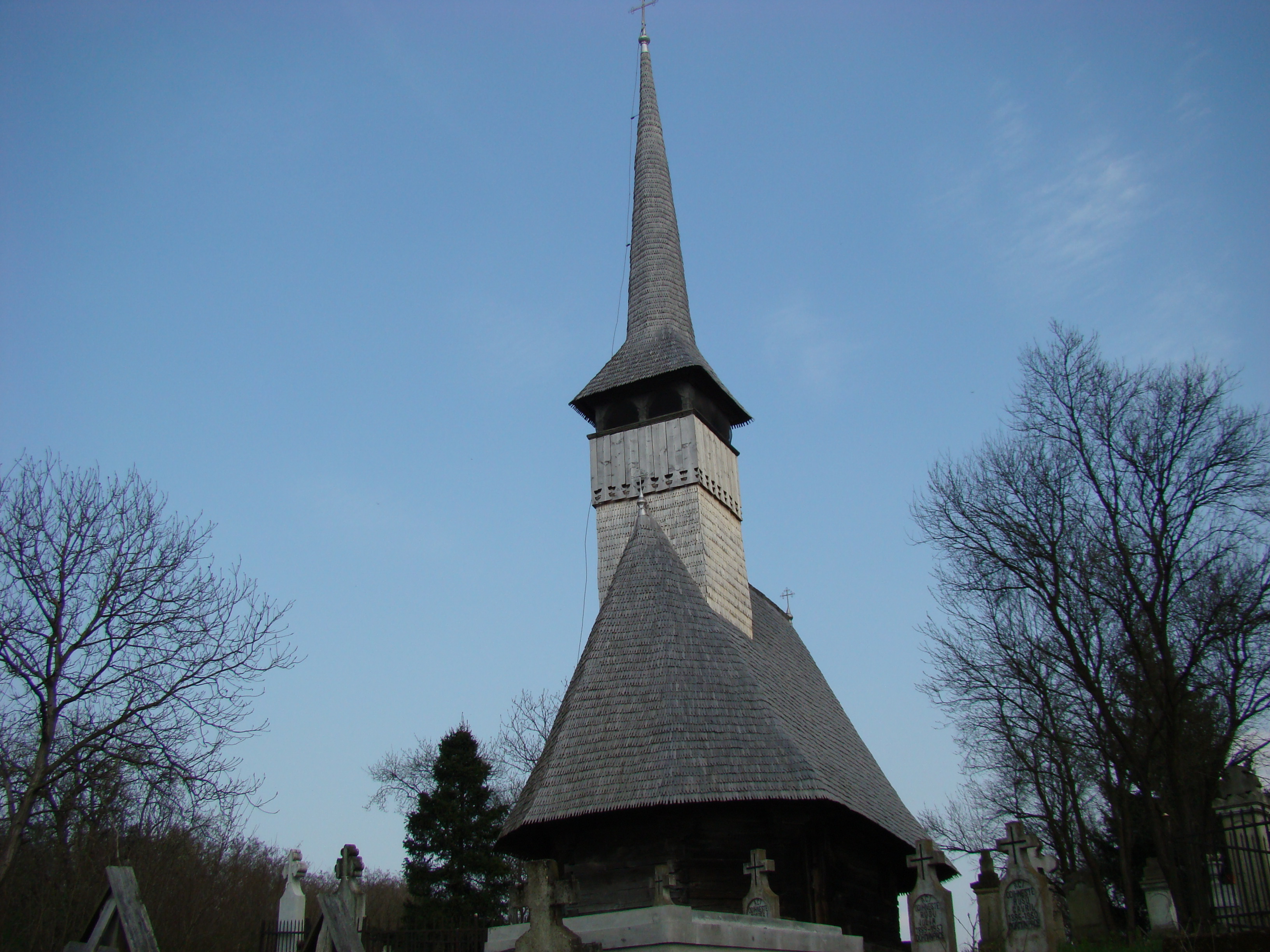
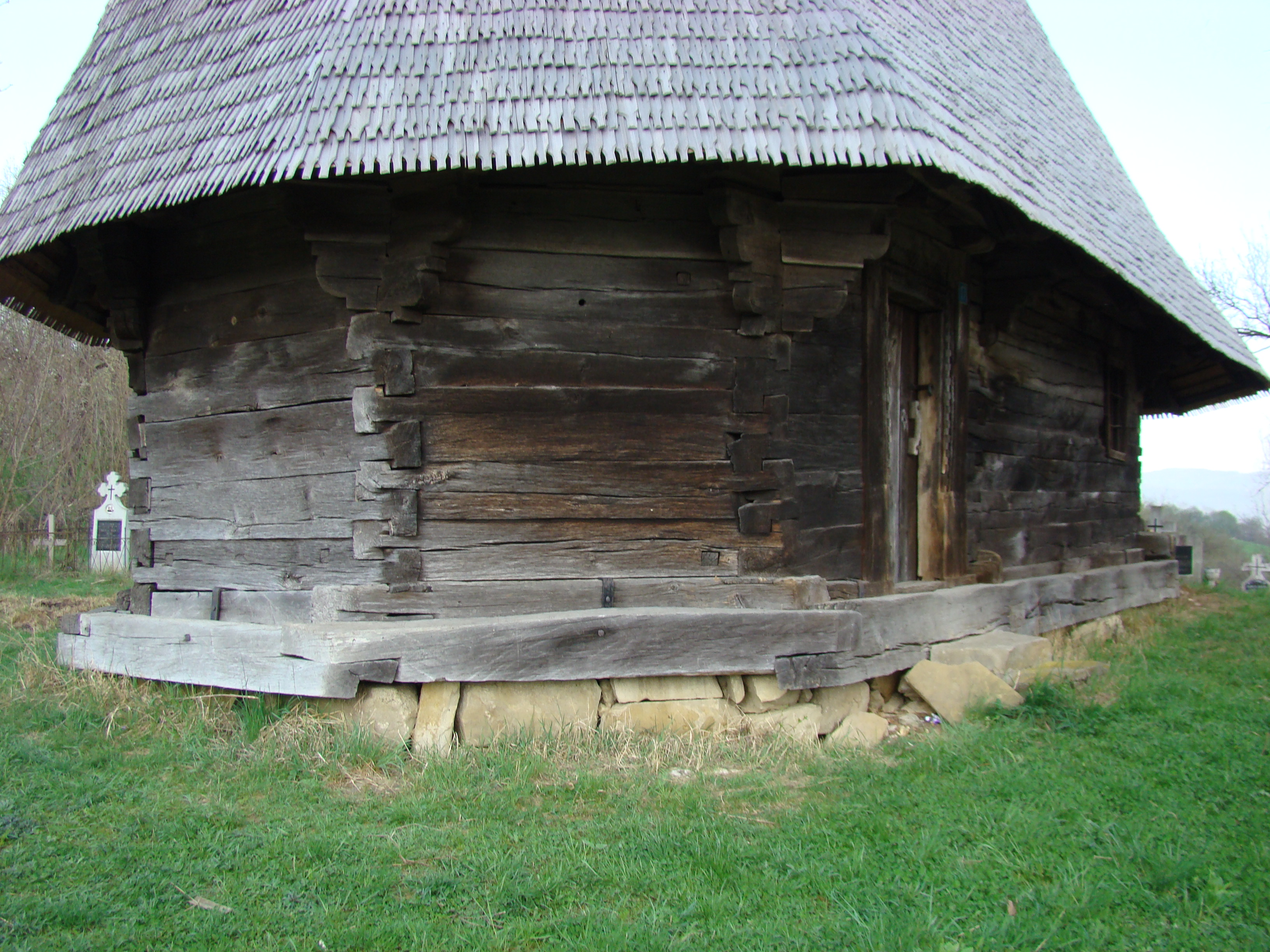
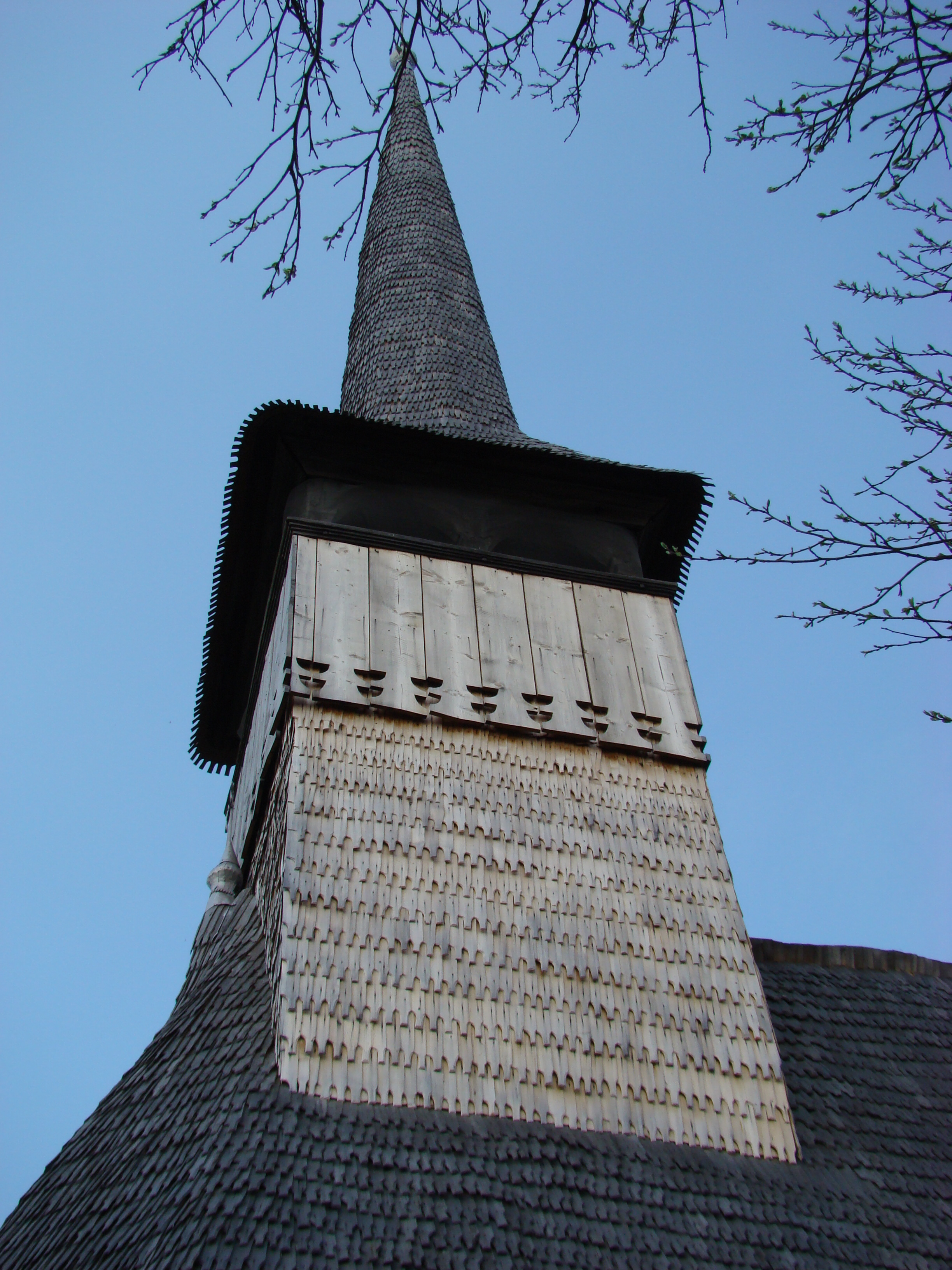
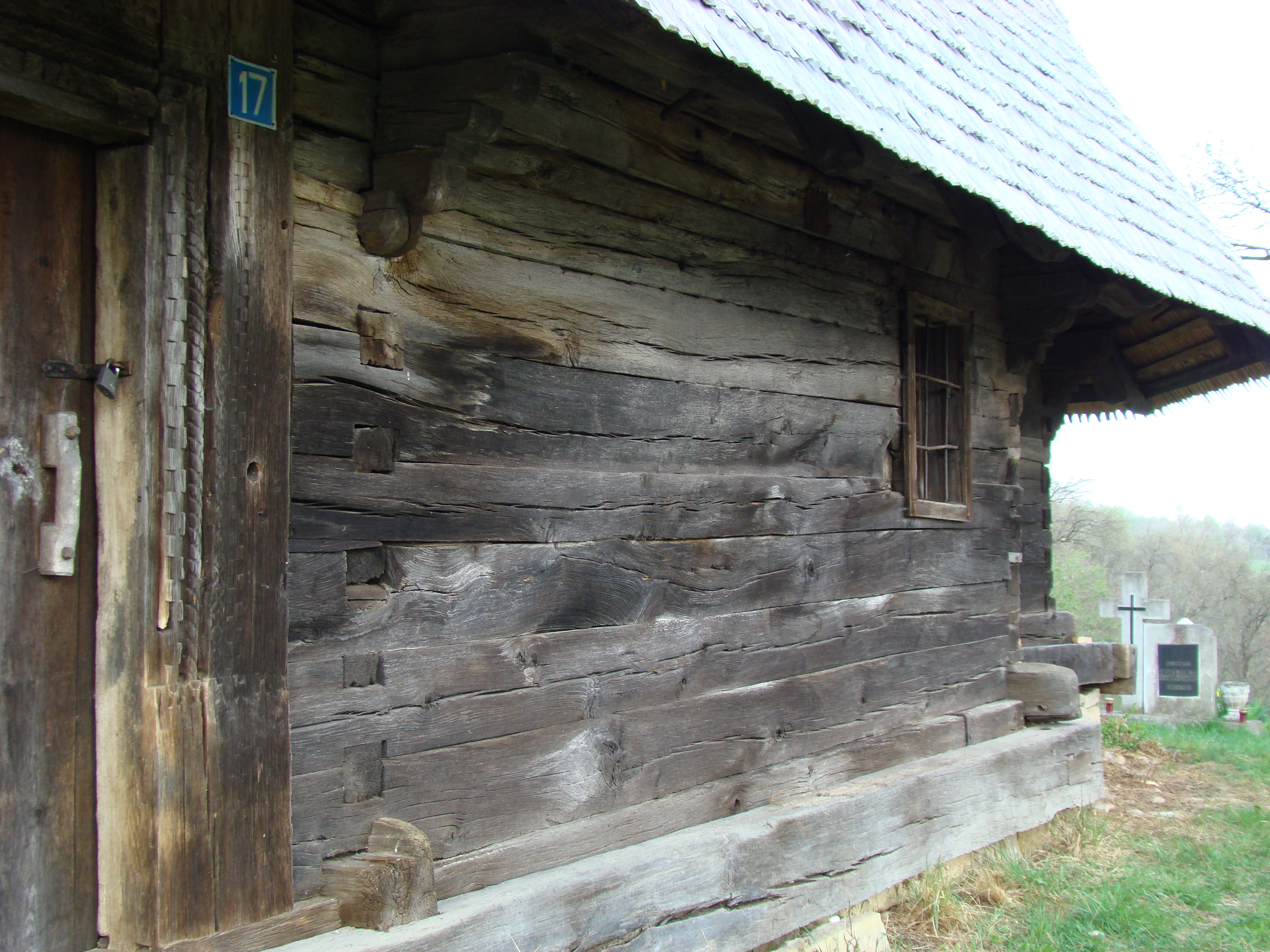
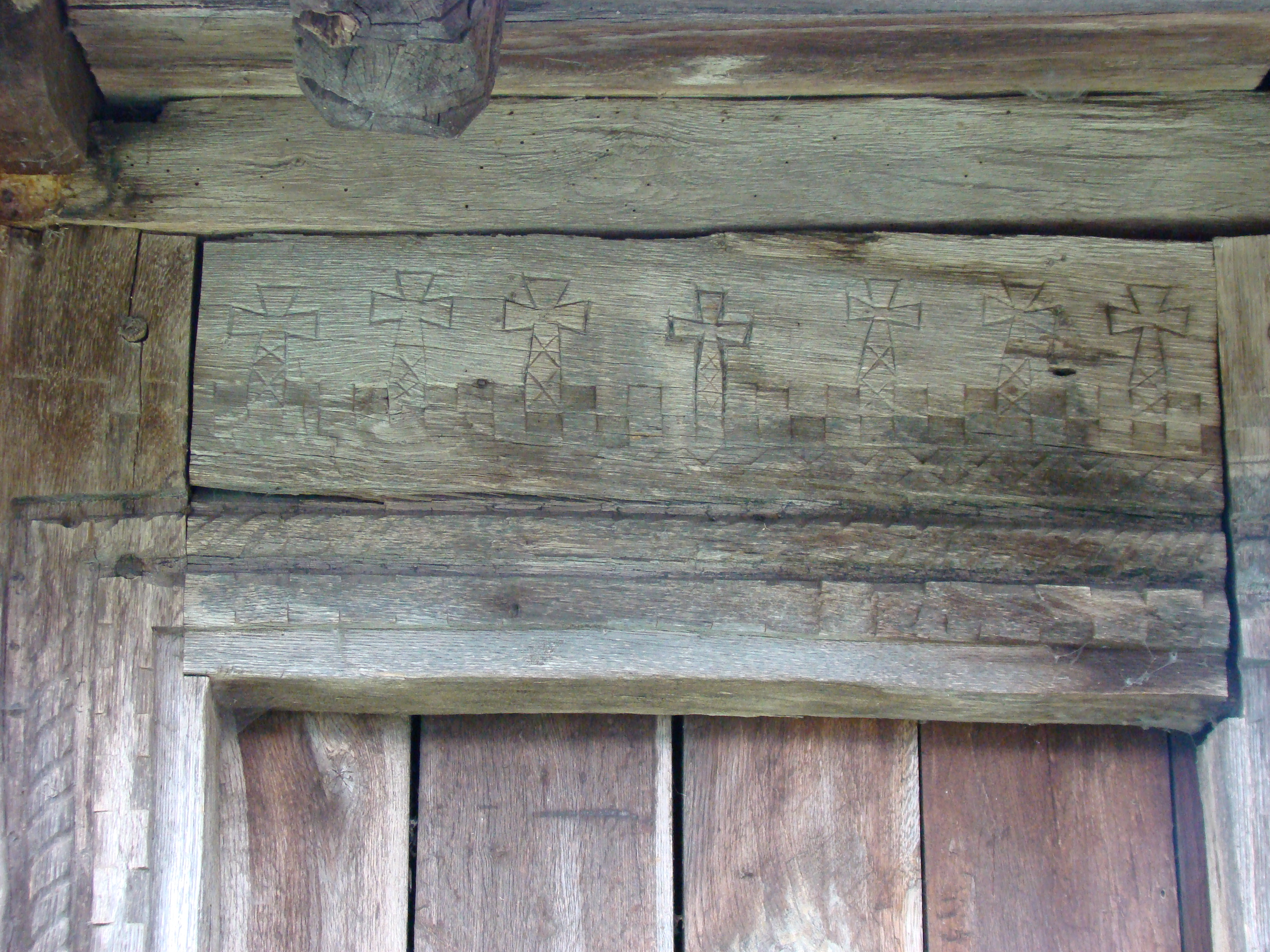
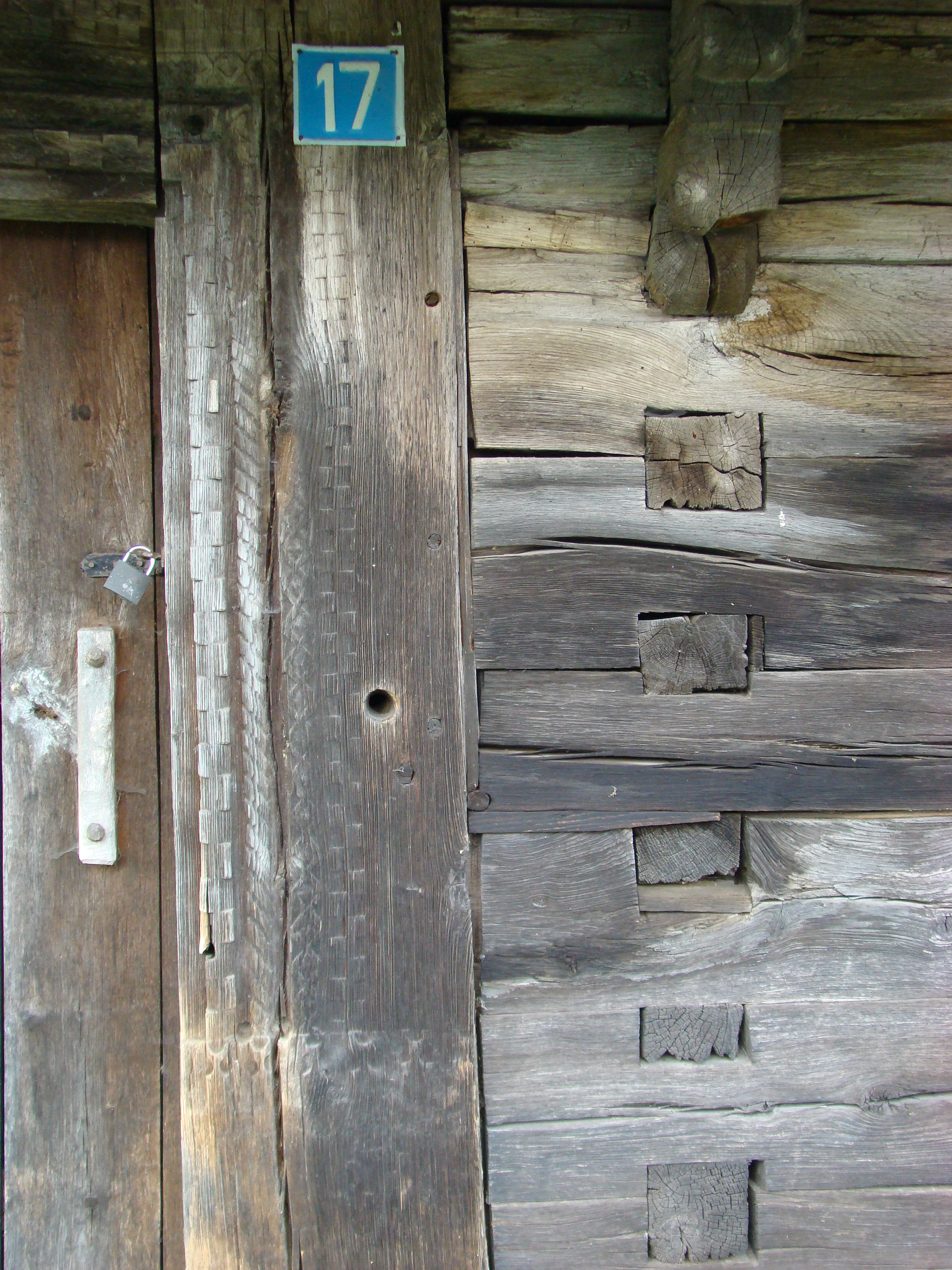
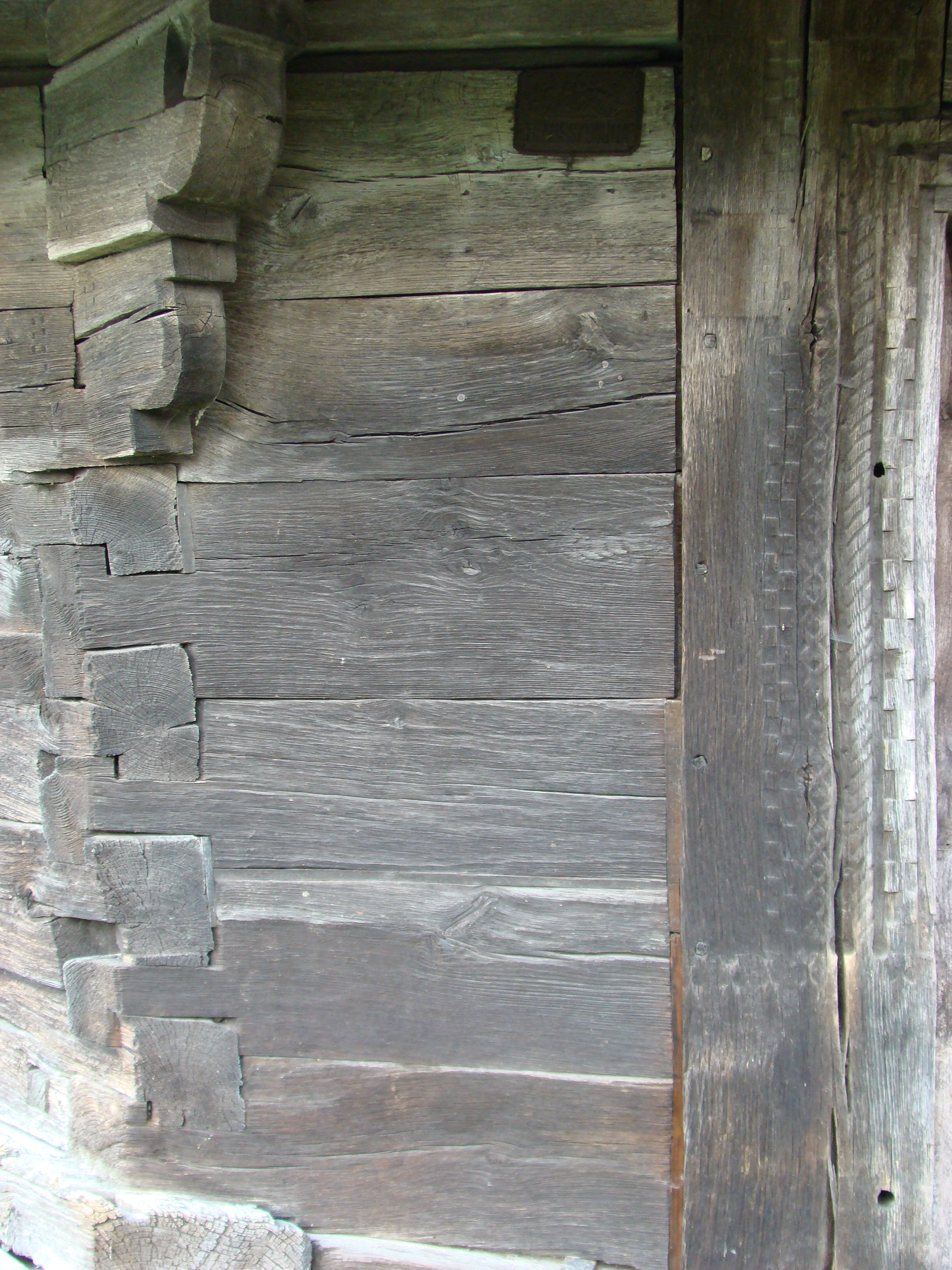
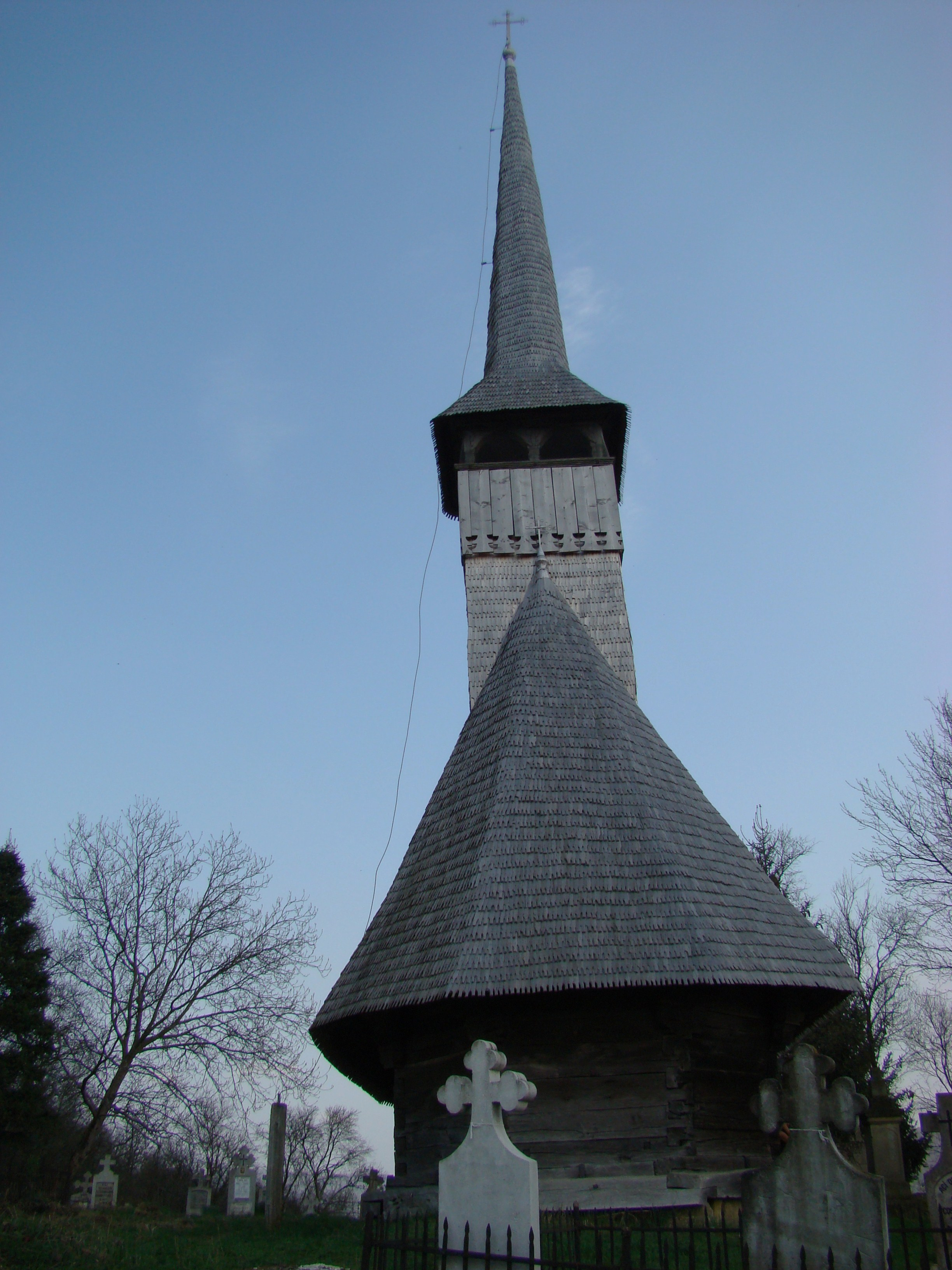
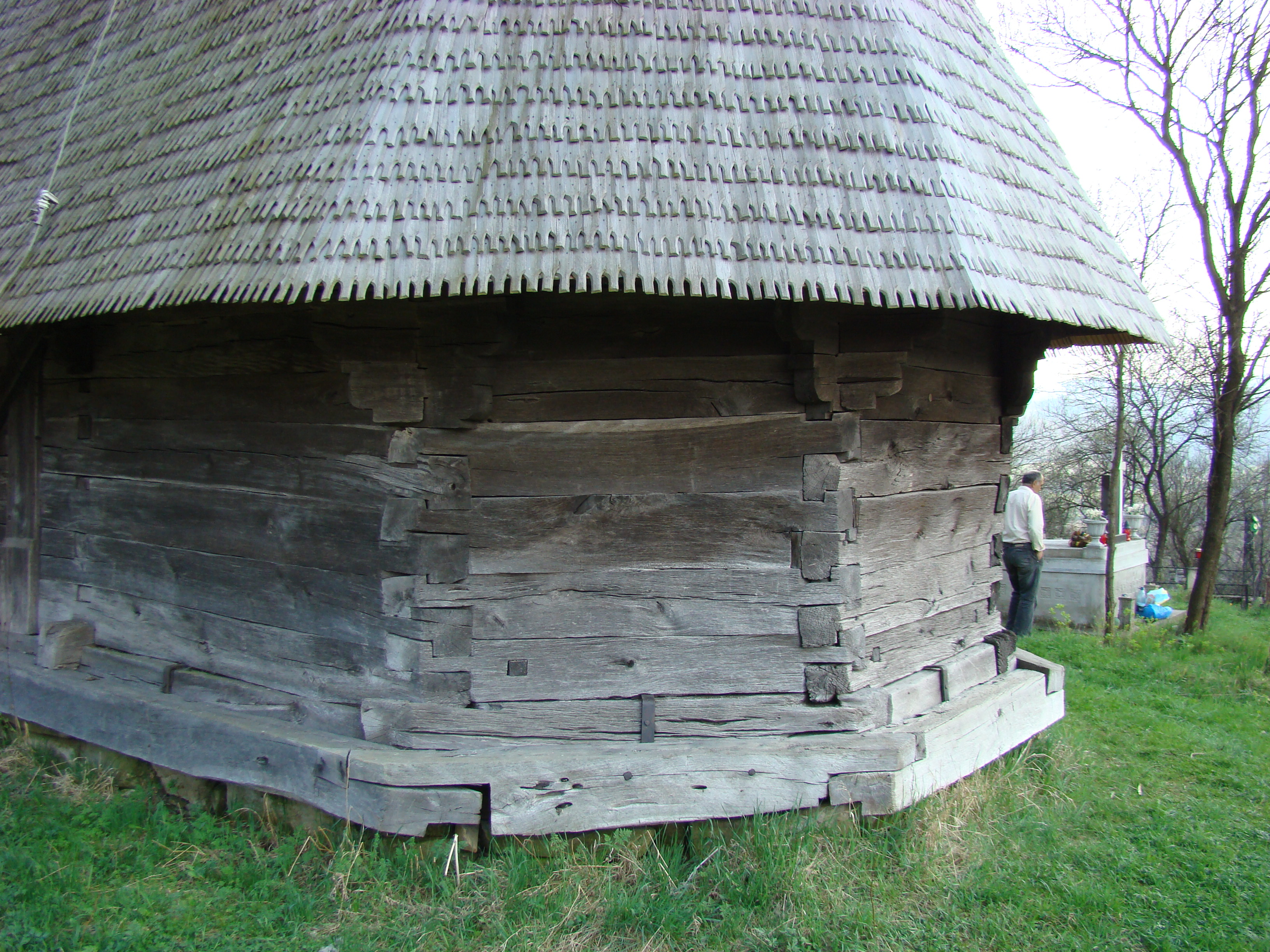
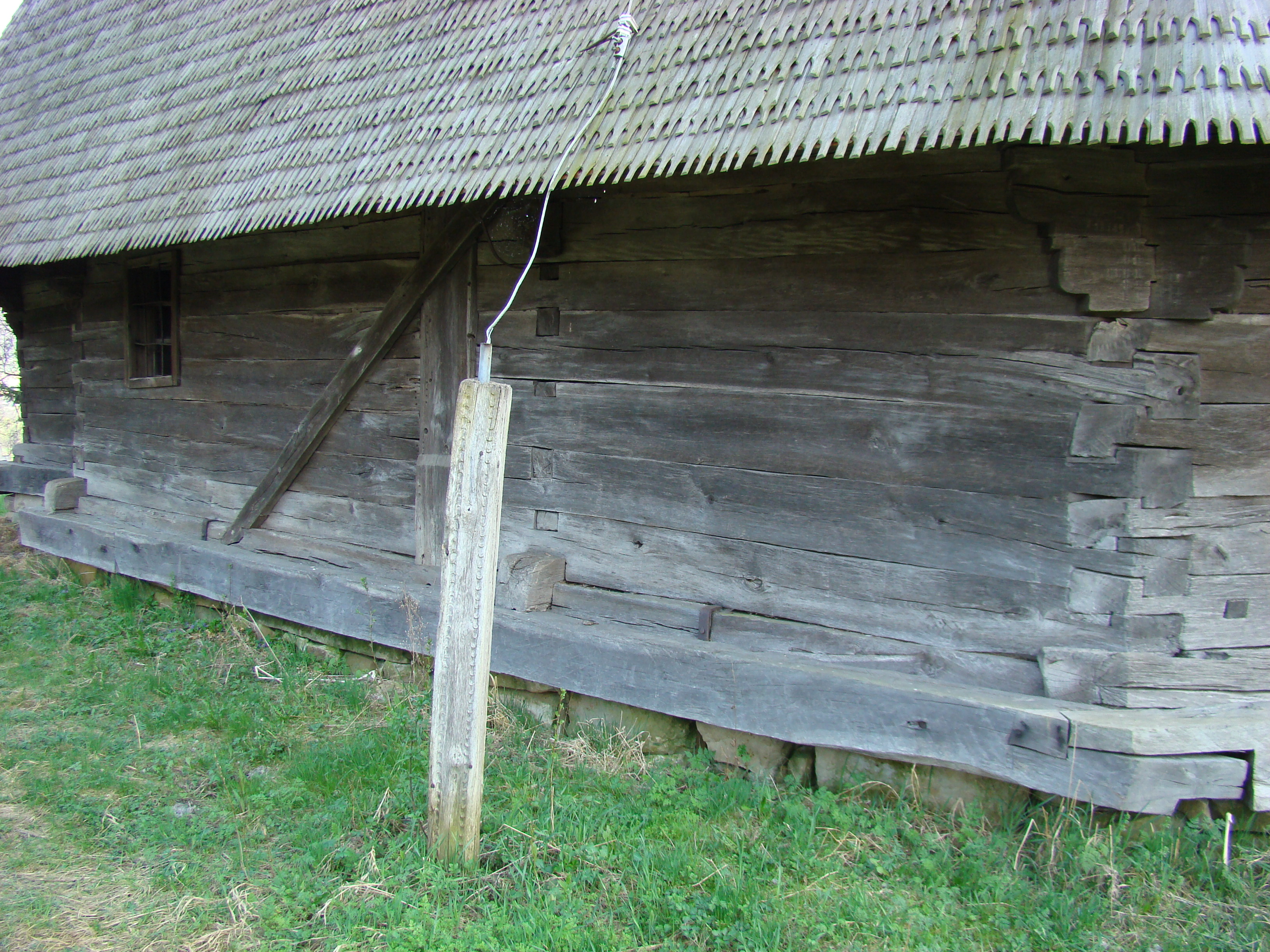
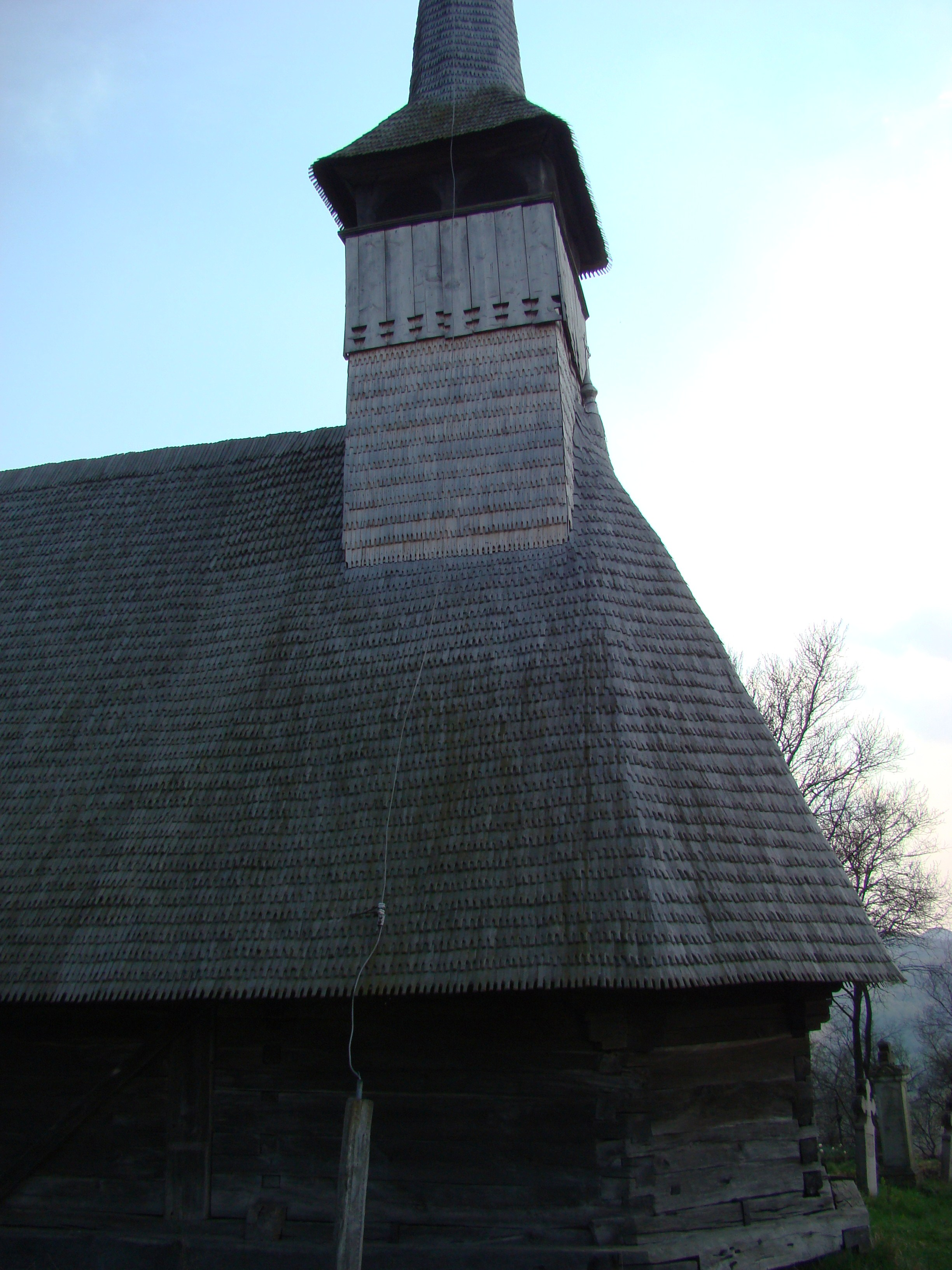
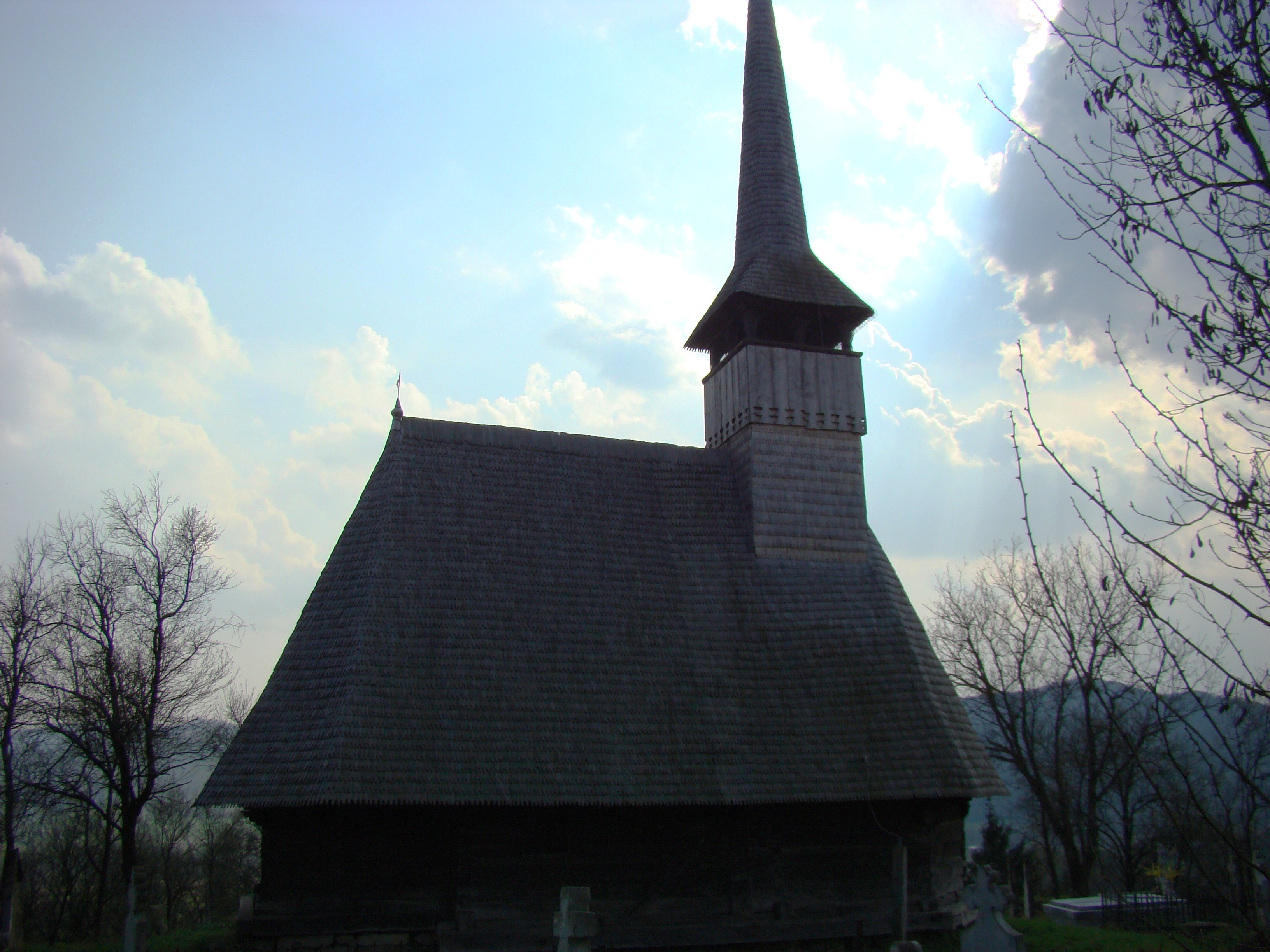
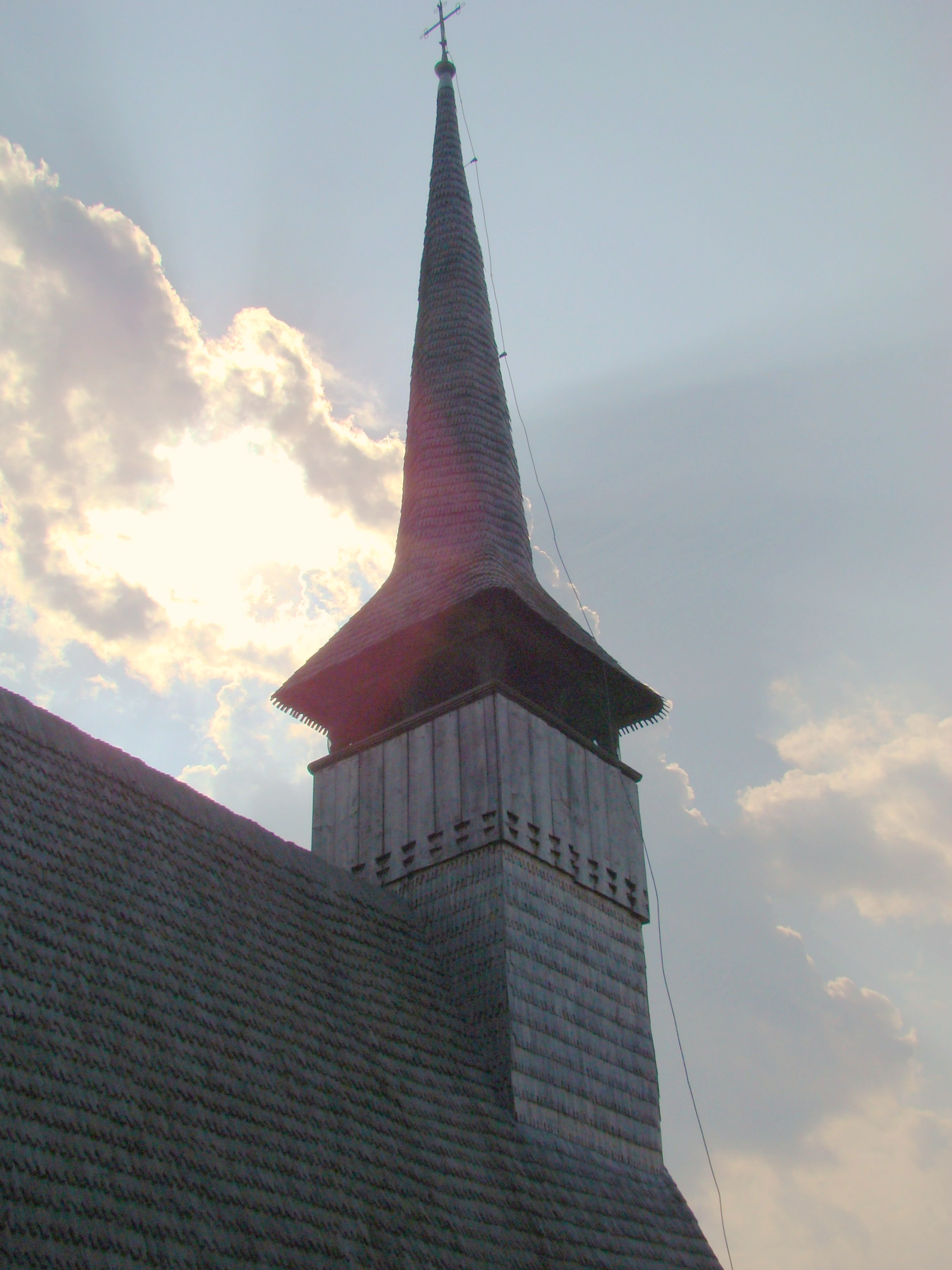
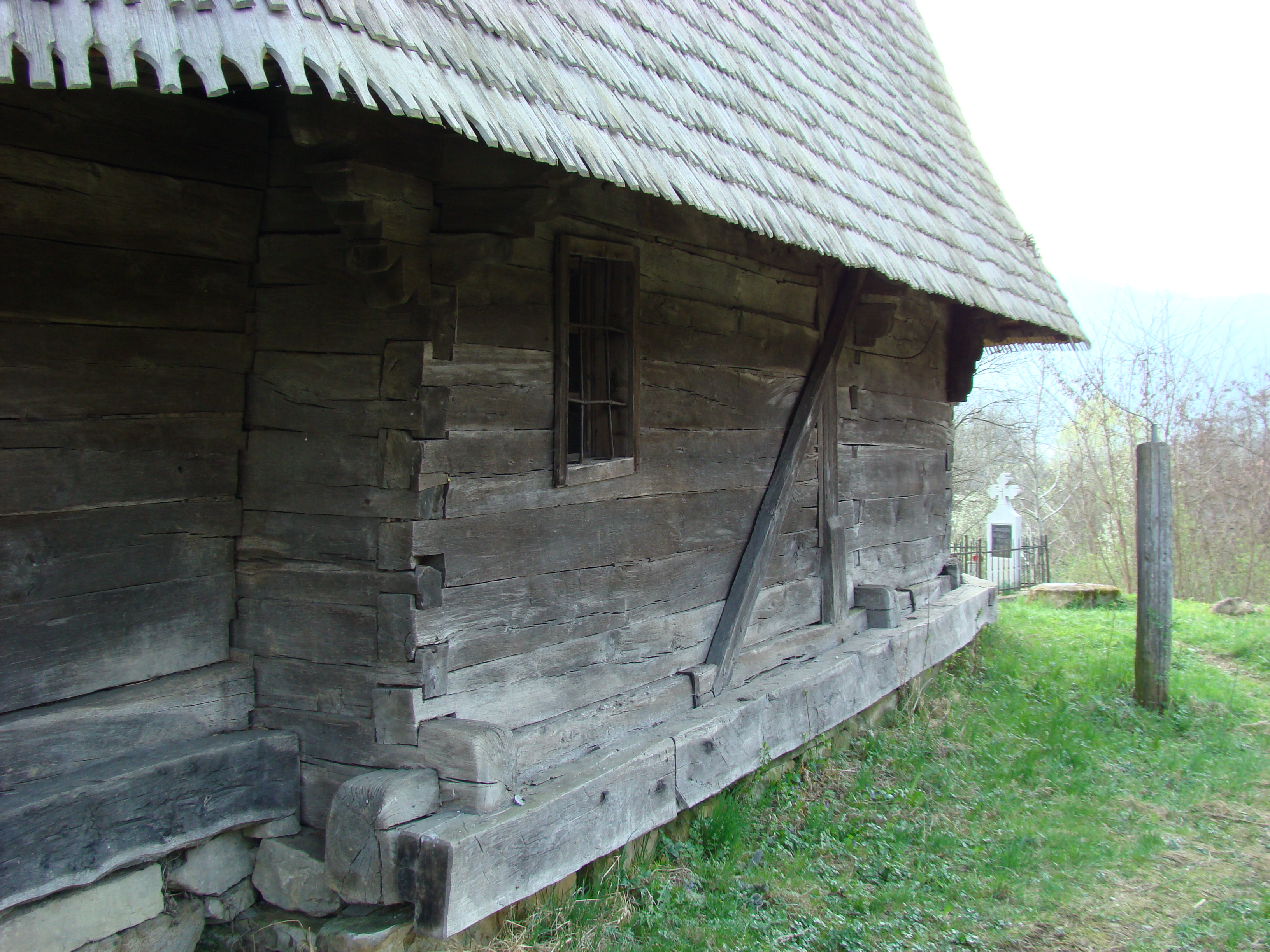
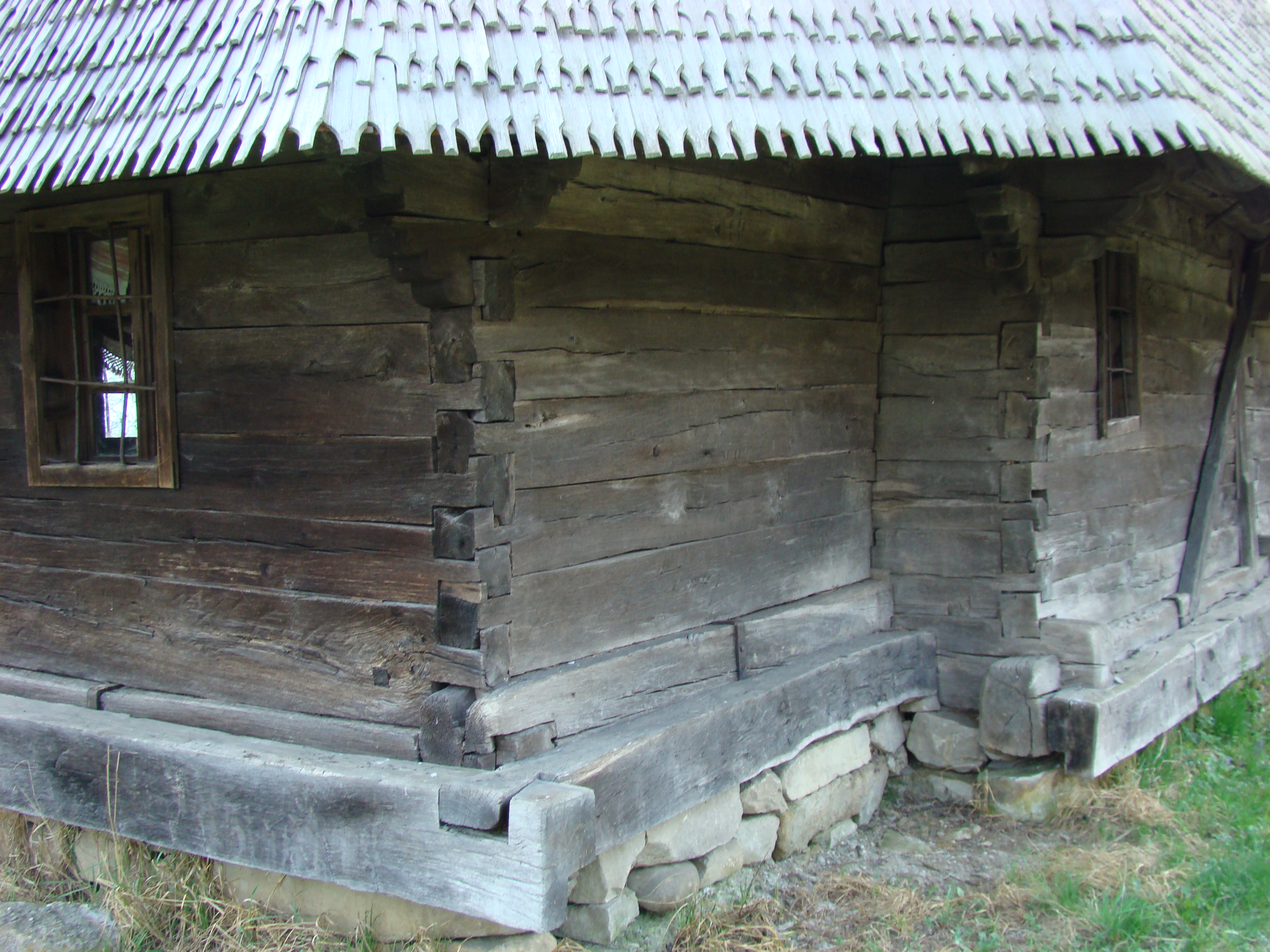
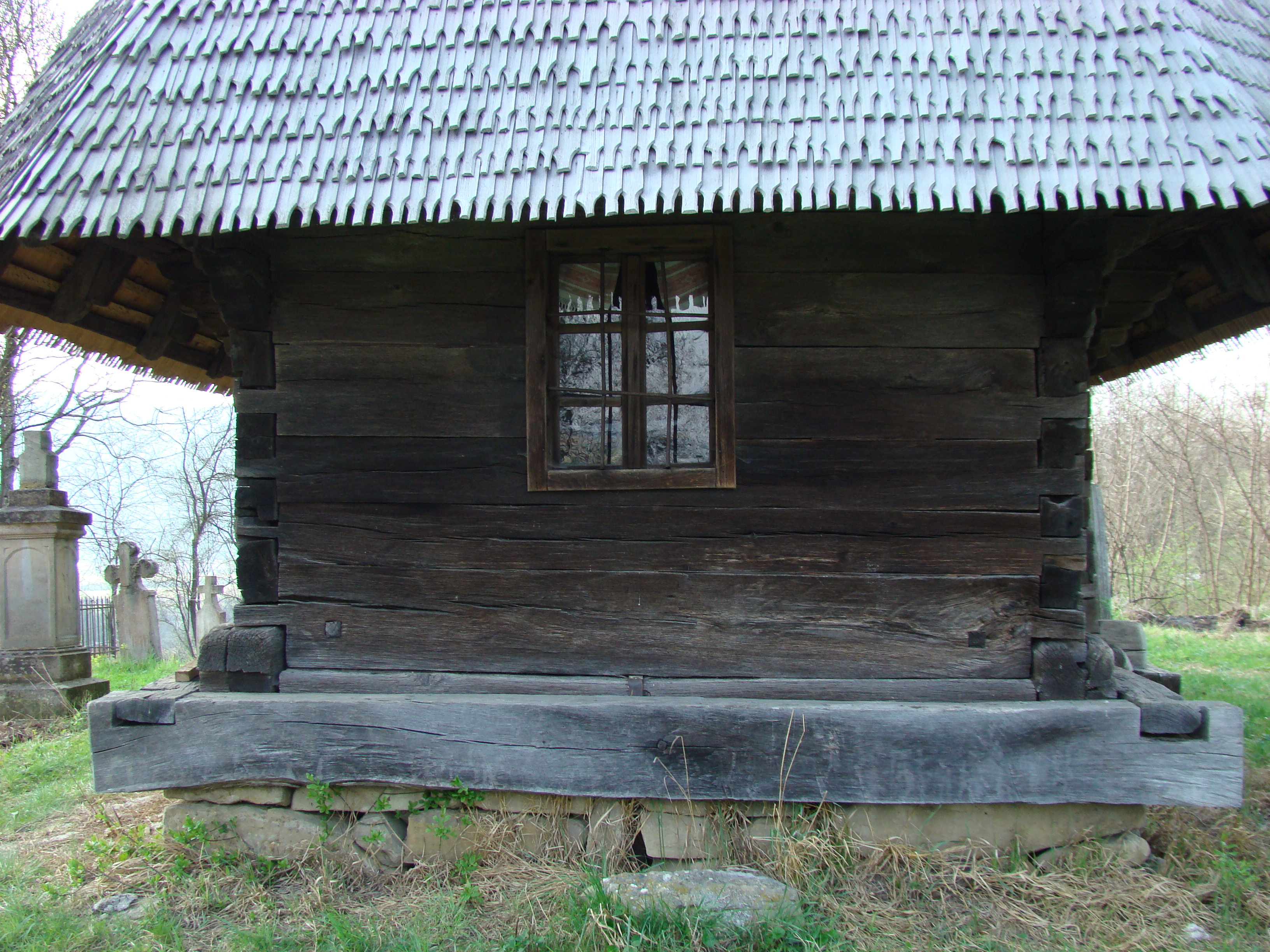
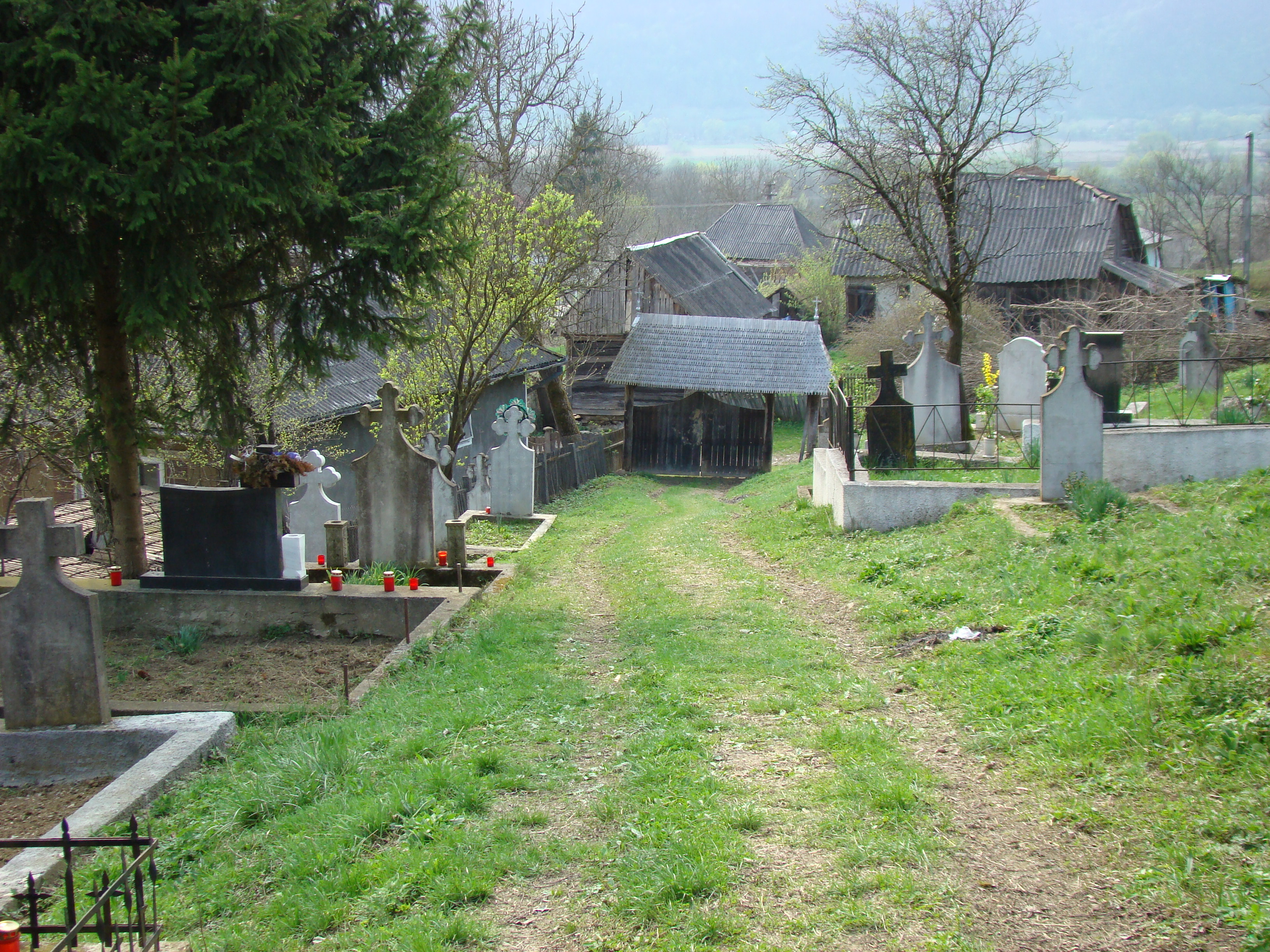
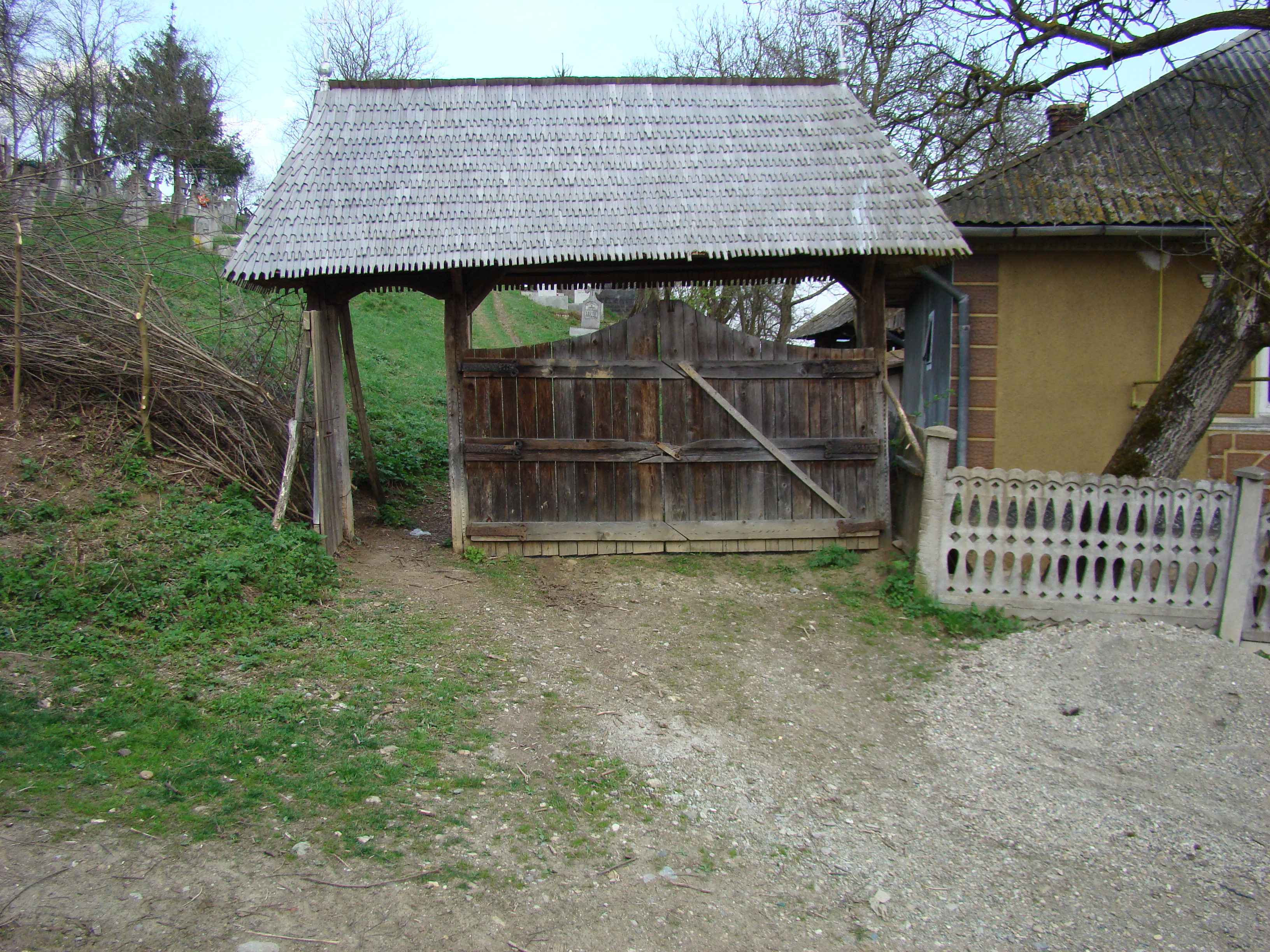
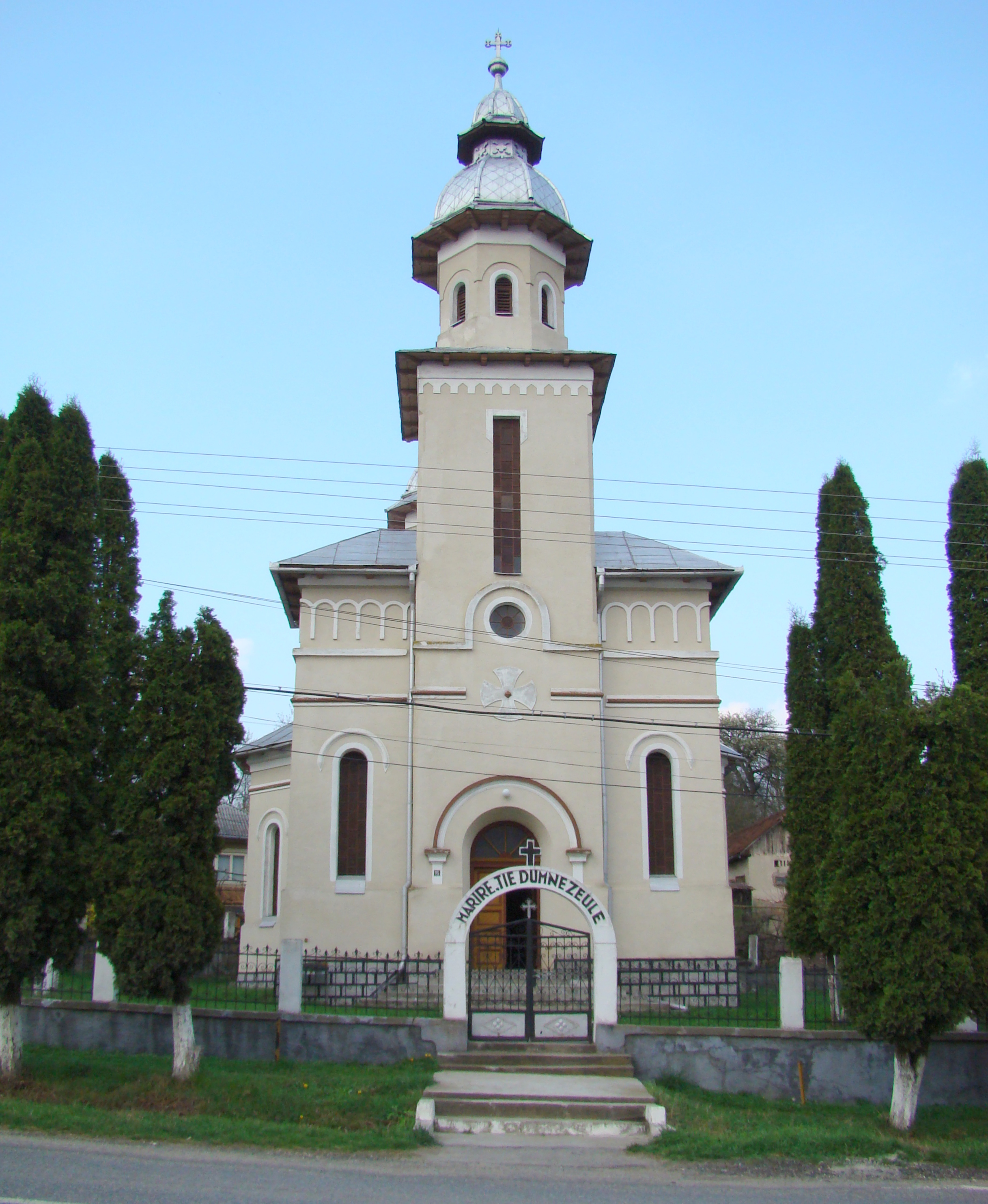

1. 1 2  Petrean-Păușan, Ileana (2008). Bisericile de lemn din Sălaj. Zalău: Silvania. p. 30. ISBN 978-973-7817-74-7.